# Liste der Kulturdenkmale in Chemnitz-Zentrum, N–Z
In der Liste der Kulturdenkmale in Chemnitz-Zentrum, N–Z sind die Kulturdenkmale des Chemnitzer Stadtteils Zentrum verzeichnet, die bis Juni 2022 vom Landesamt für Denkmalpflege Sachsen erfasst wurden (ohne archäologische Kulturdenkmale) und deren Anschrift mit den entsprechenden Anfangsbuchstaben beginnt. Die Anmerkungen sind zu beachten.
Diese Aufzählung ist eine Teilmenge der Liste der Kulturdenkmale in Chemnitz.

## Liste der Kulturdenkmale in Chemnitz-Zentrum
| Bild                                    | Bezeichnung | Lage | Datierung | Beschreibung | ID       |
| --------------------------------------- | --- | --- | --- | --- | -------- |
| Weitere Bilder                          | Neues Rathaus (bauliche Einheit mit Altem Rathaus, Markt 1) | Neumarkt (Karte) | Bezeichnet mit 1910, erbaut 1907–1911 | Architektonisch wertvoller späthistoristischer Erweiterungsbau mit zahlreichen Formanklängen zum Alten Rathaus, das durch den Neubau jedoch überboten wird, Architekt war Stadtbaurat Richard Möbius | 09244987 |
| Weitere Bilder                          | Verwaltungsgebäude der Allgemeinen Ortskrankenkasse in offener Bebauung, mit Vorgarten | Nordstraße 27 (Müllerstraße 41, Promenadenstraße 50) (Karte) | 1930–1931 | Aus kubischen Baukörpern bestehender Komplex in Stahlbetonkonstruktion mit einer Außenwandverkleidung aus Rochlitzer Porphyr, elegante Wirkung durch abgerundete Nordwest-Ecke und horizontale Fensterbänder, ein Hauptwerk des Neuen Bauens in Chemnitz, Architekt war Curt am Ende, baugeschichtlich, kunstgeschichtlich und ortsgeschichtlich von Bedeutung | 09202197 |
| Weitere Bilder                          | Park der Opfer des Faschismus (Sachgesamtheit), ehemaliger Johannisfriedhof | Park der Opfer des Faschismus (Theresenstraße 2) (Karte) | 18. – 20. Jahrhundert | Sachgesamtheit Park der Opfer des Faschismus (ehemaliger Johannisfriedhof) mit folgenden Einzeldenkmalen: Kirche mit umgebender Grünanlage als Teil des ehemaligen Johannisfriedhofs (siehe Theresienstraße 2, 09202173), aus dem ehemaligen Johannisfriedhof hervorgegangene städtische Parkanlage (siehe 09306986), Figurengruppen „Junge mit dem Eselstier“ (neben der Treppe Zschopauer Straße), „Lauschende“, „Idee“ und „Ringende“ sowie die Statue „Tänzerin“ (siehe 09304732), Denkmal für die Opfer des Faschismus (siehe 09244982), Grabmal für Christian Gottfried Becker, Ehrengrabmal für Johann Ambrosius Weigand und Grabmal für Franz Xaver Rewitzer sowie neun Grabstätten für Gefallene des deutsch-französischen Krieges von 1870/71 (siehe 09202163), Marx-Engels-Denkmal (siehe 09244979); als ehemaliger Johannisfriedhof und späterer Park kommt der Anlage eine große stadtgeschichtliche Bedeutung zu, auf Grund des Alters, der Tatsache, dass es sich um den ersten Hauptfriedhof der Stadt handelte und dass der heutige Park die größte innerstädtische Grünanlage mit bedeutenden Denkmalen ist, weiterhin erlangt die Anlage eine große städtebauliche, stadtentwicklungsgeschichtliche und gartenhistorische Bedeutung durch ihre zentrale Lage und Größe | 09244638 |
| Weitere Bilder                          | Aus dem ehemaligen Johannisfriedhof hervorgegangene städtische Parkanlage (Einzeldenkmal der Sachgesamtheit 09244638) | Park der Opfer des Faschismus (Karte) | 1918 | Einzeldenkmal der Sachgesamtheit Park der Opfer des Faschismus; einst über mehrere Jahrhunderte wichtigste Begräbnisstätte von Chemnitz, Säkularisierung Ende des 19. Jahrhunderts, nach dem Ende des Ersten Weltkrieges Umgestaltung in eine städtische Parkanlage, seit 1974 Park der Opfer des Faschismus, heutiger Park gilt als größte innerstädtische Grünanlage, ausgestattet mit bedeutenden Denkmalen, große stadtgeschichtliche, städtebauliche, stadtentwicklungsgeschichtliche und gartenhistorische Bedeutung durch ihre zentrale Lage und Größe. Der ausgedehnte städtische Park der Opfer des Faschismus befindet sich zwischen Hospitalstraße, Zschopauer Straße, Theresenstraße und Zieschestraße. Den Kern der Anlage bildet der alte Kirchhof der 1566 neu erbauten, 1721/22, 1876/77 und 1913 umgebauten Johanniskirche, welche nach dem Bau der Neuen Johanniskirche 1756 an der Pforte nur noch als Gottesackerkirche diente. Es folgten mehrere Erweiterungen des einstigen Kirchhofs, der seit dem 16. Jahrhundert der Hauptfriedhof der Stadt Chemnitz war und 1874 geschlossen wurde. 1884 erwarb die Stadt den Friedhof und öffnete ihn Tag und Nacht. 1907 wurde südlich des Pfarrhauses ein Kinderspielplatz angelegt und damit ein weiterer Schritt zu einer öffentlichen Parkanlage vollzogen. Um 1910 wurde der Friedhof entwidmet und zu einem Teil zur Bebauung freigegeben. Dort entstanden u. a. die Industrieschule, das Agricola-Gymnasium und das Schauspielhaus. Der Stadtrat beschloss die Umwandlung des Friedhofs zu einer Parkanlage, die aber erst nach Beendigung des Ersten Weltkrieges umgesetzt wurde, wobei einige Grabmale in den Park integriert wurden. 1937 kam es erstmals zu wirklichen Umgestaltungen vor allem im westlichen Bereich der Anlage und zur Erweiterung des Parks bis an das Altersheim im Süden. 1928 erhielt der Park den Namen „Karl-Marx-Platz“, von 1933–1945 umbenannt in Schlageterplatz, erhielt er nach dem Zweiten Weltkrieg wieder seinen Namen „Karl-Marx-Platz“. Seit 1974 trägt die Anlage den Namen „Park der Opfer des Faschismus“. Der Park der Opfer des Faschismus zeugt heute ebenfalls von seiner Vorgeschichte als Friedhof wie von seiner Historie als Volkspark, zu dem er seit dem Stadtratsbeschluss Anfang des 20. Jahrhunderts langsam umgewandelt worden war. Die im Park integrierten Grabmale, der Bezug zur Johanniskirche, das historische Wegesystem und der Altgehölzbestand verweisen deutlich auf seine ehemaligen Nutzung als Begräbnisplatz. Die später aufgestellten Denkmale und Parkplastiken geben der Grünanlage einen memorialen Charakter. Dem ehemaligen Friedhof und späteren Park kommt auf Grund des Alters der Anlage, der Tatsache, dass es sich um den ersten Hauptfriedhof der Stadt handelt und dass der heutige Park die größte innerstädtische Grünanlage mit bedeutenden Denkmalen ist, eine große stadtgeschichtliche und gartengeschichtliche Bedeutung zu. Weiterhin prägt sie durch ihre zentrale Lage und Größe das Stadtbild eindrucksvoll, woraus sich ihre große städtebauliche Bedeutung ableitet. | 09306986 |
| Weitere Bilder                          | Die Figurengruppen „Junge mit dem Eselstier“ (neben der Treppe Zschopauer Straße), „Lauschende“, „Idee“ und „Ringende“ sowie die Statue „Tänzerin“ (Einzeldenkmale der Sachgesamtheit 09244638) | Park der Opfer des Faschismus (Karte) | Um 1940 (Junge mit Esel); 1965 (Tänzerin); 1980 (Lauschende, Idee und Ringende)                                                                                    | Einzeldenkmale der Sachgesamtheit Park der Opfer des Faschismus; im Zusammenhang mit der ab 1918 erfolgten Umgestaltung des ehemaligen Johannisfriedhofs in einen öffentlichen Park ab der 1950er Jahre und zur Eröffnung des Schauspielhauses 1980 aufgestellte Bildwerke zur Ausschmückung der Parkanlage, Zeitdokumente regionaler Nachkriegskunst von kunstgeschichtlichem Wert, zugleich Zeugnis der steten Wandlung des alten Friedhofs zur städtischen Parkanlage mit Skulpturenschmuck, von künstlerischer und stadtgeschichtlicher Bedeutung | 09304732 |
| Weitere Bilder                          | Grabmal für Christian Gottfried Becker (Einzeldenkmal der Sachgesamtheit 09244638) | Park der Opfer des Faschismus (Karte) | 1820 | Einzeldenkmal der Sachgesamtheit Park der Opfer des Faschismus (ehemaliger Johannisfriedhof); aus der Zeit der als Johannisfriedhof genutzten Anlage überkommenes Grabmal eines bedeutenden Chemnitzer Bürgers, von großer stadtgeschichtlicher Bedeutung. Eiserner Block auf Steinsockel. | 09202163 |
| Weitere Bilder                          | Gedenkstein für Johann Ambrosius Weigand (Einzeldenkmal der Sachgesamtheit 09244638) | Park der Opfer des Faschismus (Karte) | 1886 | Einzeldenkmal der Sachgesamtheit Park der Opfer des Faschismus (ehemaliger Johannisfriedhof); aus der Zeit der als Johannisfriedhof genutzten Anlage überkommenes Grabmal eines bedeutenden Chemnitzer Bürgers, von großer stadtgeschichtlicher Bedeutung. Gedenkstein für J. A. Weigand (1799–1868), Begründer der Weigandschen Turnanstalt und der Freiwilligen Feuerwehr Chemnitz. | 09202163 |
|                                         | Grabmal Franz Xaver Rewitzer (Einzeldenkmal der Sachgesamtheit 09244638) | Park der Opfer des Faschismus (Karte) | 1869 | Einzeldenkmal der Sachgesamtheit Park der Opfer des Faschismus (ehemaliger Johannisfriedhof); aus der Zeit der als Johannisfriedhof genutzten Anlage überkommenes Grabmal eines bedeutenden Chemnitzer Bürgers, von großer stadtgeschichtlicher Bedeutung. Grabstätte von F. X. Rewitzer (1798–1869), Vorsitzender des Chemnitzer Handwerkervereins und Landtagsabgeordneter, schlichte Steinplatte mit Grabstein, darauf die Inschrift und ein Kranzrelief, gestiftet und gewidmet vom Handwerkerverein. | 09202163 |
| Weitere Bilder                          | Neun Grabstätten für Gefallene des deutsch-französischen Krieges von 1870/71 (Einzeldenkmal der Sachgesamtheit 09244638) | Park der Opfer des Faschismus (Karte) | 1870–1871 | Einzeldenkmal der Sachgesamtheit Park der Opfer des Faschismus (ehemaliger Johannisfriedhof); aus der Zeit der als Johannisfriedhof genutzten Anlage überkommene Grabmale, von großer stadtgeschichtlicher Bedeutung. Gusseisern gefasste, mit Gusseisenplatten und Inschriften versehene Grabstätten für neun gefallene Soldaten des Deutsch-Französischen Krieges. | 09202163 |
|                                         | Marx-Engels-Denkmal (Einzeldenkmal der Sachgesamtheit 09244638) | Park der Opfer des Faschismus (Karte) | 1957 | Einzeldenkmal der Sachgesamtheit Park der Opfer des Faschismus; überlebensgroße Bronzeplastik auf graugrünem Syenitblock von Walter Howard, die bedeutenden Philosophen, Gesellschaftstheoretiker, Historiker und Nationalökonomen Karl Marx und Friedrich Engels, nebeneinander stehend, darstellend, geschichtlich von Bedeutung. Höhe 2,50 m. Heute steht das auf Initiative der SED von Walter Howard geschaffene Marx-Engels-Denkmal am Rand des Parks der Opfer des Faschismus, nahe dem Agricola-Gymnasium. Feierlich enthüllt wurde es im Jahr 1957 aber auf dem Schillerplatz, von wo es 1965 im Rahmen der Neugestaltung der Innenstadt an seinen heutigen Standort transloziert wurde. Das ganzfigurige Doppelbildnis gilt als das weltweit erste, das die beiden Vordenker des Kommunismus als Freunde zeigt. Auf breitgelagertem Sockel erscheinen die lebensgroßen Bronzestandbilder nebeneinander einherschreitend. Die führende Rolle aber übernimmt Marx, dem Engels freundschaftlich den Arm um die Schulter legend. In Marx‘ Linker ein Buch, das er dem Betrachter zu reichen scheint. Die wadenlangen Mäntel, in die die Figuren gehüllt sind, heben die durch das Schreitmotiv evozierte Dynamik der Gruppe beinahe auf und lassen die Körper blockhaft und wuchtig erscheinen. Die monumentale Wirkung des Denkmals wird durch den in die Ferne gerichteten Blick und die Wiederholung von Bewegungsmomenten (bspw. die linken Hände) gesteigert. Das Denkmal, für das Walter Howard 1959 den Kunstpreis der DDR erhielt, zählt zu den maßgeblich durch den Sozialistischen Realismus geprägten Frühwerken des Künstlers, worauf sich die kompositionellen und anatomischen Unsicherheiten in der Behandlung der Figuren zurückführen lassen. Ende der 1960er Jahre entwickelt Howard eine neue, durch die langjährige Künstlerfreundschaft mit Theo Balden inspirierte Ausdrucksweise: Seine Plastiken werden raumgreifender, bewegter und gleichzeitig freier. Das Chemnitzer Marx-Engels-Denkmal ist als wichtiges Dokument der künstlerischen Entwicklung Howards bedeutend. Darüber hinaus ist es als ideologisches Monument der zu seiner Entstehungszeit noch jungen DDR aber vor allem zeitgeschichtlich bedeutend. | 09244979 |
| Weitere Bilder                          | Denkmal für die Opfer des Faschismus (Einzeldenkmal der Sachgesamtheit 09244638) | Park der Opfer des Faschismus (Karte) | 1952 | Einzeldenkmal der Sachgesamtheit Park der Opfer des Faschismus; Strenge Denkmalanlage in der Mittelachse des Platzes, dessen östlichen Abschluss sie bildet, künstlerisch und geschichtlich von Bedeutung. Rochlitzer und Hilbersdorfer Porphyrtuff. Höhe 5 m, Breite 15 m. Am Rande des Parks der Opfer des Faschismus gelegenes Ehrenmal der Vereinigung der Verfolgten des Naziregimes (VVN) in Form einer monumentalen, pylonenhaft gestalteten Mauer. Das 1952 eingeweihte Denkmal des Chemnitzer Bildhauers Hanns Diettrich bildet den hinteren Abschluss eines korridorartig angelegten und im Bereich vor der Mauer um zwei Stufen erhöhten Platzes. Zentral vor der Mauer steht auf zweistufigem Unterbau ein Quader, aus dem an der Vorderseite das VVN-Symbol, ein auf der Spitze stehendes Dreieck, herausgearbeitet ist. In der darüber liegenden Mauerfläche die Inschrift „Sie starben damit ihr weiterlebt“. Die den Quader bekrönende Feuerschale – nachgewiesen auf einer Abbildung aus dem Jahr 1973 – ist heute nicht mehr vorhanden. Zwei in die aus Quadern geschichtete und mit einer Deckplatte abschließende Mauer eingelassene Platten mit lebensgroßen, szenischen Darstellungen im Hochrelief rahmen das Postament: die rechte Szene zeigt von ihren Peinigern vorgeführte Häftlinge, die linke deren Befreiung durch sowjetische Soldaten. An der rückwärtigen Mauerfläche inschriftlich das Goethe-Zitat „Doch rufen von drüben die Stimmen der Geister/ die Stimmen der Meister:/ Versäumt nicht zu üben die Kräfte des Guten/ Hier winden sich Kronen in ewiger Stille,/ die sollten mit Fülle die Tätigen lohnen./ Wir heissen euch hoffen. Goethe“. Kulturdenkmal aus zeitgeschichtlichen Gründen. | 09244982 |
| Weitere Bilder                          | Schule (mehrere Gebäudeflügel) mit Vorgarten (Berufliches Schulzentrum für Technik I, ehemals Städtische Industrieschule) | Park der Opfer des Faschismus 1 (Karte) | 1924–1929 | Architektonisch und städtebaulich hochbedeutsamer Komplex, im Stil norddeutscher Klinkerbauten der Moderne, einer expressionistischen Formensprache verpflichtet, Architekt war Friedrich Wagner-Poltrock, in gutem Erhaltungszustand, baugeschichtlich von Bedeutung | 09244980 |
| Weitere Bilder                          | Georgius-Agricola-Gymnasium (ehemalige Karl-Marx-Oberschule, ehemaliges Realgymnasium): Schule (mehrere Gebäudeflügel) mit Vorgarten, Einfriedungsmauern des Schulhofs und Nebengebäude (Transformatorenstation) | Park der Opfer des Faschismus 2 (Karte) | 1929 | Strenger, architektonisch und städtebaulich wertvoller Klinkerbau im Stil der Hamburger Architektur der Moderne, in gutem Zustand, Architekt war Robert Emil Ebert, baugeschichtlich von Bedeutung | 09244981 |
| Weitere Bilder                          | Parkanlage mit großem Teich und Insel mit Brunnen (gewidmet Bürgermeister Müller und Stadtrat Zipper) und Musikpavillon auf der Insel, sowie Thälmann-Denkmal auf Höhe des Arndtplatzes, weiterhin Skulpturengruppe „Tageszeiten“ und Treppenanlage (Einzeldenkmale der Sachgesamtheit 09204241)                                               | Promenadenstraße (Schloßteichstraße, Bergstraße, Hartmannstraße, Erich-Schmidt-Straße, Schloßteichstraße 20) (Karte) | Letztes Drittel 19. Jahrhundert (Stadtpark); 1866–1871 (Statue); 1912–1913 (Müller-Zipper-Brunnen); 1930er Jahre (rechteckige Brunnenanlage); 1954 (Musikpavillon) | Einzeldenkmale der Sachgesamtheit Schloßteichpark; aus dem ehemaligen Fischteich des Klosters hervorgegangene, vom Stadtrat Zipper ab 1860 geplante Teichanlage mit Insel und begrüntem Ufersaum unterhalb des Schloßberges mit einer nach 1930 in französischem Gartenstil gestalteten Parkerweiterung im Westen, alter Baumbestand mit einigen in der Region seltenen Arten, an Einzelmonumenten hervorzuheben eine Kopfbüste Ernst Thälmanns auf Höhe des Arndtplatzes | 09204180 |
| Weitere Bilder                          | Schule mit Vorgarten, heute verbunden mit Schulgebäude Schloßstraße 3 (Berufliches Schulzentrum für Technik II, ehemals Handwerkerschule und 3. Fortbildungsschule) | Promenadenstraße 2 (Karte) | 1912 | Qualitätvoller Bau mit abwechslungsreicher Massengliederung, weitgehender Verzicht auf historische Formanleihen, in gutem Erhaltungszustand, erbaut als III. Fach- und Fortbildungsschule der Stadt Chemnitz (Handwerkerschule), baugeschichtlich von Bedeutung | 09244880 |
|                                         | Wohnanlage, bestehend aus zwei fünfgeschossigen Mietshäusern (siehe auch Arndtplatz 3) und zehngeschossigem Hochhaus (Arndtplatz 4) | Promenadenstraße 34 (Karte) | Ende 1950er Jahre | Aufgrund ihrer architektonischen und städtebaulichen Qualität bemerkenswerte Anlage, markiert den Übergang zur internationalen Moderne in Chemnitz in den 1950er Jahren, Turm bildet wichtigen Akzent am Schlossteich, charakteristische Staffelung der Balkone auf der Seeseite, flankierende Mietshäuser vermitteln mit ihren Walmdächern zur gründerzeitlichen Nachbarbebauung, baugeschichtlich von Bedeutung | 09205023 |
|                                         | Mietshaus in geschlossener Bebauung | Promenadenstraße 36 (Karte) | 1888 | Original erhaltener gründerzeitlicher Mietshausbau mit plastischem Ornament, baugeschichtlich von Bedeutung | 09244878 |
|                                         | Mietshaus in Ecklage | Promenadenstraße 38 (Karte) | 1888 | Anspruchsvoll gestalteter gründerzeitlicher Etagenwohnbau in prominenter städtebaulicher Situation, weitgehend original, baugeschichtlich von Bedeutung | 09244879 |
|                                         | Mietshaus in Ecklage | Reichenhainer Straße 12 (Karte) | 1913 | Markanter Eckbau, bedeutsam für den Straßenzug als letzter Rest der gründerzeitlichen Bebauung, städtebaulich und gestalterisch wichtig für den Straßenraum | 09202183 |
| Weitere Bilder                          | Verwaltungsgebäude der Allgemeinen Ortskrankenkasse in offener Bebauung, mit Vorgarten | Promenadenstraße 50 (Nordstraße 27, Müllerstraße 41) (Karte) | 1930–1931 | Aus kubischen Baukörpern bestehender Komplex in Stahlbetonkonstruktion mit einer Außenwandverkleidung aus Rochlitzer Porphyr, elegante Wirkung durch abgerundete Nordwest-Ecke und horizontale Fensterbänder, ein Hauptwerk des Neuen Bauens in Chemnitz, Architekt war Curt am Ende, baugeschichtlich, kunstgeschichtlich und ortsgeschichtlich von Bedeutung | 09202197 |
| Weitere Bilder                          | Wiederaufbaugebiet Reitbahnstraße (Sachgesamtheit) | Reitbahnstraße 19, 21, 23, 24 bis 42, 44, 46, 48, 50, 52, 80, 82, 84 (Annaberger Straße 3–9, Annenstraße 1–11, 17–21 und 2, 6–14, 18, 22–32, 36–38, Bernsbachplatz 5–6, Brauhausstraße 9–25, Clara-Zetkin-Straße 8–14, Fritz-Reuter-Straße 25–31, Moritzstraße 1–15 und 35–39, Wiesenstraße 2–8 und 3–9, Zschopauer Straße 22–28, 36–46) (Karte) | Ab 1951 | Sachgesamtheit Wiederaufbaugebiet Reitbahnstraße, mit den Einzeldenkmalen: Wohnhauszeilen eines Wohngebietes, Annaberger Straße 3–9 (siehe 09244920), Annenstraße 1–11, 17–21 und 2, 6–14, 18, 22–32, 36–38 (siehe 09202146), Bernsbachplatz 5–6 (siehe 09202156), Brauhausstraße 9–25 (siehe 09202161), Clara-Zetkin-Straße 8–14 (siehe 09202180), Fritz-Reuter-Straße 25–31 (siehe 09202131), Moritzstraße 1–15 und 35–39 (siehe 09202172), Reitbahnstraße 19–41, 24–52 und 80–84 (siehe 09202123), Wiesenstraße 2–8 und 3–9 (siehe 09202182), Zschopauer Straße 22–28, 36–46 (siehe 09202176), weiterhin Tankstelle (Annenstraße neben Nr. 36/Ecke Brauhausstraße, siehe 09304074), eine Schule (Annenstraße 23, siehe 09202147) und ein Kindergarten (Wiesenstraße 1, siehe 09202181) sowie gärtnerische Freiflächengestaltung (Gartendenkmal); Wohngebiet, entstanden im Rahmen einer einheitlichen Gesamtplanung, erstes geschlossenes Wiederaufbaugebiet in Chemnitz nach den Zerstörungen des Zweiten Weltkrieges, hofumschließende Bebauung mit den Hauptachsen Reitbahnstraße und Annenstraße, teilweise noch im knappen traditionalistischen Idiom der unmittelbaren Nachkriegszeit, teilweise bereits in den historisierenden Formen der nationalen Traditionen ausgeführt, bemerkenswerte Konstruktion der Geschossdecken in Wölbtechnik unter Verwendung von Trümmerziegeln und eines Aschebindemittels, großzügige Freiflächengestaltung, herausragende historische, gartenkünstlerische und städtebauliche Bedeutung | 09302590 |
| Weitere Bilder                          | Wohnhauszeilen eines Wohngebietes, entstanden im Rahmen einer einheitlichen Gesamtplanung (Einzeldenkmale der Sachgesamtheit 09302590) | Reitbahnstraße 19, 21, 23, 23a, 24 bis 42, 44, 46, 48, 50, 52, 80, 82, 84 (Karte) | 1951–1957 | Einzeldenkmale der Sachgesamtheit Wiederaufbaugebiet Reitbahnstraße; herausragende historische und städtebauliche Bedeutung als erstes geschlossenes Wiederaufbaugebiet in Chemnitz nach den Zerstörungen des Zweiten Weltkrieges, hofumschließende Bebauung mit den Hauptachsen Reitbahnstraße und Annenstraße, teilweise noch im knappen traditionalistischen Idiom der unmittelbaren Nachkriegszeit, teilweise bereits in den historisierenden Formen der „nationalen Traditionen“ ausgeführt, bemerkenswerte Konstruktion der Geschossdecken in Wölbtechnik unter Verwendung von Trümmerziegeln und eines Aschebindemittels, großzügige Freiflächengestaltung, siehe auch unter Annaberger Straße 3–9, Annenstraße 1–11, 17–21 und 2, 6–14, 18, 22–32, 36–38, Bernsbachplatz 5–6, Brauhausstraße 9–25, Clara-Zetkin-Straße 8–14, Fritz-Reuter-Straße 25–31, Moritzstraße 1–15 und 35–39, Wiesenstraße 2–8 und 3–9, Zschopauer Straße 22–28, 36–46 | 09202123 |
| Direkt Bild zu diesem Denkmal hochladen | Altenheim mit Anbau (Zieschestraße 30) und Erweiterungsbau in rückwärtiger Lage (Rembrandtstraße 15) mit Vorgarten (Städtisches Altersheim, ehemals Hospital St. Georg) | Rembrandtstraße 15 (Zieschestraße 30) (Karte) | 1909/1910 (Hauptgebäude); 1928/1929 (Erweiterungsbau) | Schlichtes Hauptgebäude mit sparsamer Putzgliederung, weitestgehend original erhaltener Bau um 1910, Erweiterungsbauten um 1930 von knapper Eleganz (Architekt war Stadtbaurat Fred Otto), ebenfalls weitestgehend original, baugeschichtlich von Bedeutung | 09202135 |
| Weitere Bilder                          | Mietshaus in geschlossener Bebauung | Rembrandtstraße 33 (Karte) | 1886 | Typischer gründerzeitlicher Etagenwohnbau mit qualitätvoller Putzfassade, baugeschichtlich von Bedeutung | 09244738 |
|                                         | Doppelmietshaus in geschlossener Bebauung | Rembrandtstraße 35, 37 (Karte) | 1887 | Kräftiger, qualitätvoller, gründerzeitlicher Mietsbau, Fassadengliederung in orangem Ziegelverblender und Werkstein, baugeschichtlich von Bedeutung | 09244870 |
|                                         | Mietshaus in geschlossener Bebauung | Rembrandtstraße 39 (Karte) | 1888 | Einfach gegliederte gründerzeitliche Fassade, baugeschichtlich von Bedeutung | 09202138 |
|                                         | Mietshaus in geschlossener Bebauung | Rembrandtstraße 41 (Karte) | 1889 | Einfacher Etagenwohnbau mit kräftigen historisierenden Gliederungselementen, weitgehend original, baugeschichtlich von Bedeutung | 09244869 |
|                                         | Mietshaus in geschlossener Bebauung | Rembrandtstraße 43 (Karte) | 1889 | Typischer gründerzeitlicher Etagenwohnbau in zurückhaltender, jedoch qualitätvoller Gestaltung, weitestgehend original, baugeschichtlich von Bedeutung | 09244867 |
|                                         | Mietshaus in geschlossener Bebauung (bauliche Einheit mit Holbeinstraße 50) | Rembrandtstraße 45 (Karte) | 1911 | Zeittypischer Putzbau von städtebaulichem Wert, baugeschichtlich von Bedeutung | 09247610 |
|                                         | Mietshaus in geschlossener Bebauung, in Ecklage | Rembrandtstraße 47 (Karte) | 1904 | Qualitätvoller Etagenwohnbau, gelungene Akzentuierung der städtebaulichen Situation, baugeschichtlich von Bedeutung | 09202137 |
|                                         | Mietshaus in ehemals geschlossener Bebauung | Ritterstraße 17 (Karte) | 1899 | Gründerzeitliche Fassade mit zwei für das Straßenbild wichtigen Dacherkern, baugeschichtlich von Bedeutung | 09202188 |
| Weitere Bilder                          | Neumühlenwehr, Walzenwehr: Stauwehranlage im Chemnitzfluss, Teile der Uferbefestigung der Chemnitz zwischen Hauboldstraße und Fabrikstraße sowie Fußgängerbrücke über die Chemnitz an der Hauboldstraße (nahe Müllerstraße) | Rochlitzer Straße (Hauboldstraße) (Karte) | Um 1910 (Fußgängerbrücke und Uferbefestigung); um 1930 (Wehr) | Imposante Stauwehranlage, mit großen Bruchsteinen verkleidete Bestandteile, originale Technik, weiterhin mit Bruchsteinen gemauerte Uferbefestigung der Chemnitz sowie Betonbrücke an der Hauboldstraße in gutem Originalzustand, technikgeschichtlich, geschichtlich, städtebaulich und ortsbildprägend von Bedeutung | 09202111 |
| Weitere Bilder                          | Gewerbebetrieb und villenartiges Fabrikantenwohnhaus mit Vorgarten und Einfriedung (ehemals Färberei Theodor Haase) | Rochlitzer Straße 19 (Karte) | Mitte 19. Jahrhundert, später überformt (Wohnhaus); 4. Viertel 19. Jahrhundert (Färberei)                                                                          | Ausgewogen gegliederter Färberei-Betrieb aus rotem Backstein mit markantem achteckigem Turm und Fabrikschornstein, villenartiges Wohnhaus im Kern aus der Mitte des 19. Jahrhunderts, heute in der sehr typischen Überformung aus den 1920er/1930er Jahren mit phantasievoller Putzornamentik und figürlichen Motiven, baugeschichtlich, ortsgeschichtlich und technikgeschichtlich von Bedeutung | 09244776 |
|                                         | Gewerbebau (ehemals Strumpfwirkerei Nötzold) | Rochlitzer Straße 29 (Karte) | Um 1905 | Qualitätvolle Ziegelfassade mit großen Fensteröffnungen, zur Gliederung sind in die weiße Ziegelfläche grüne Ziegel, zu linearem Ornament gefügt, eingelassen, baugeschichtlich von Bedeutung | 09244775 |
|                                         | Mietshaus in geschlossener Bebauung konzipiert | Rochlitzer Straße 31 (Karte) | Ende 19. Jahrhundert | Typisch gründerzeitliche Ziegelfassade, Gliederungselemente sehr plastisch und aus Sandstein, baugeschichtlich von Bedeutung | 09244777 |
|                                         | Mietshaus in geschlossener Bebauung | Rochlitzer Straße 35 (Karte) | Ende 19. Jahrhundert | Qualitätvoller Gründerzeitbau in markanter städtebaulicher Lage, schöner, drei Geschosse übergreifender Erker aus Porphyr, baugeschichtlich von Bedeutung | 09244503 |
| Direkt Bild zu diesem Denkmal hochladen | Mosaik „Windrose“ | Rosenhof (Karte) | 1965 | Fußbodenmosaik einer großen Windrose, mittig das Chemnitzer Wappen, gerahmt von quadratisch angelegter Reihe roter Kunststeinplatten mit Ortshinweisen und unterschiedlichen figürlichen Tierkreiszeichen, im Entstehungskontext des Wiederaufbaus der Stadt und der Gründung des Rosenhofes in Chemnitz künstlerisch, sozial- und ortsgeschichtlich von Bedeutung | 09307393 |
| Weitere Bilder                          | Hauptfeuerwache in halboffener Bebauung (bauliche Einheit mit Aue 16) | Schadestraße 11 (Karte) | 1905–1906 | Breit gelagerter, architektonisch anspruchsvoller Komplex, stilistisch einer reduzierten Neorenaissance verpflichtet, städtebaulich bedeutsam, weitestgehend original, zusammengehörig mit ehemaligem städtischen Leihamt Aue 16 | 09202127 |
| Weitere Bilder                          | Zentraler Omnibusbahnhof (Sachgesamtheit) | Schillerplatz (Karte) | 1967/1968 (Busbahnhof); 1968 (Klapperbrunnen) | Sachgesamtheit Zentraler Omnisbusbahnhof, mit den Einzeldenkmalen: Omnibusbahnhof mit Hängedach über Warte- und Schalterbereich sowie benachbarter Brunnen (siehe 09244876), sowie Freiraumgestaltung (Sachgesamtheitsteil); baugeschichtlich, stadtgeschichtlich, künstlerisch und verkehrsgeschichtlicher von Bedeutung | 09305397 |
| Weitere Bilder                          | Omnibusbahnhof mit Hängedach über Warte- und Schalterbereich sowie benachbarter Brunnen (sogenannter Klapperbrunnen) | Schillerplatz (Karte) | 1967/1968 (Busbahnhof); 1968 (Klapperbrunnen) | Einzeldenkmale der Sachgesamtheit zentraler Omnibusbahnhof; Anlage von bemerkenswerter Qualität, beeindruckende Leichtigkeit des weitgespannten Hängedaches, Omnibusbahnhof von baugeschichtlich, stadtgeschichtlich und verkehrsgeschichtlicher Bedeutung, Brunnen von künstlerischer Bedeutung. Die Errichtung der Service- und Haltestellenanlagen des Zentralen Omnibusbahnhofes Chemnitz erfolgte 1968 in der Nähe des Hauptbahnhofes und galt derzeit als eine der modernsten in Europa. Sie besteht aus zwölf – nicht denkmalgeschützten – schrägen Bussteigen, die ursprünglich eine Überdachung aus gerippten, lichtdurchlässigen Kunststoffschalen aufwiesen. Das baukonstruktiv bemerkenswerteste Element der Anlage ist das von neun einseitig angeordneten, schräggestellten Betonträgern in der Form eines umgekehrten Y getragene Hängedach, welches die darunter angeordneten, quaderförmigen Gebäude mit Fahrkartenschaltern und Warteräumen überragt. Auch die unmittelbare Umgebung des Omnibusbahnhofes erscheint gestaltet, hier ist vor allem der von Johannes Belz entworfene sogenannte „Klapperbrunnen“ aus Stahl und Kupfer mit einer Höhe von 4,5 m zu nennen. 1995 wurde eine Rekonstruktion der unter dem Hängedach befindlichen Servicegebäude vorgenommen, 2000 erfolgte eine Sanierung der Bussteigüberdachungen, in deren Folge die Kunststoffschalen durch eine Stahl-Glas-Konstruktion ersetzt wurden. Seine Bezeichnung verdankt der 1967/68 geschaffene „Klapperbrunnen“ kippfähigen Wasserschalen, die zwischen asymmetrisch aus einem flachen, quadratischen Betonbecken aufragenden Stahlrohren verspannt sind. Trotz des hohen Abstraktionsgrades erinnert die Rohrkonstruktion samt kupfernen Kugelaufsätzen, seitlichen Verstrebungen und Schalen entfernt an vegetabile Vorbilder. Mit dem konstruktiv und wasserspieltechnisch anspruchsvollen „Klapperbrunnen“ prägt ein bedeutendes Werk des Künstlers Johannes Belz den Platz vor dem Omnibusbahnhof an der Straße der Nationen. Neben seinen im Chemnitzer Zentrum befindlichen, bildnerischen Werken („Jugendbrunnen“, „Kampf und Sieg der Arbeiterklasse“) schuf Johannes Belz auch auf dem Gebiet der Formgestaltung Arbeiten von hoher ästhetischer Qualität. Kulturdenkmal aus künstlerischen Gründen. | 09244876 |
| Weitere Bilder                          | Schmuckplatz und drei Solitärgehölze | Schillerplatz (Karte) | Ab 1859 | Platzanlage mit einer auf die Petrikirche ausgerichteten Wegeachse, 1859 anlässlich des 100. Geburtstages von Friedrich Schiller geweiht, städtebaulich und gartenkünstlerisch von Bedeutung | 09244640 |
| Weitere Bilder                          | Schule mit Vorgarten (heute verbunden mit Schulgebäude Promenadenstraße 2), Berufliches Schulzentrum für Technik II, ehemals Realprogymnasium bzw. Reformrealgymnasium | Schloßstraße 3 (Karte) | 1910 | Bemerkenswerte, architektonisch anspruchsvolle Anlage, differenzierte Massengliederung, freie Verwendung neobarocker Formen, weitgehend original, im Reformstil der Zeit um 1910, baugeschichtlich von Bedeutung. Architektenwettbewerb 1908, ausgeführt nach Entwurf des Chemnitzer Architekten Emil Ebert. | 09244841 |
| Weitere Bilder                          | Fabrikgebäude (ehemals Trikotagenfabrik William Janssen) | Schloßstraße 12 (Karte) | 1894 (zweiter und einzig erhaltener Bauabschnitt) | Mächtiger Ziegelbau mit erhöhtem Kopfbau und halbrundem Treppenturm mit bemerkenswerten Details, weitgehend original, baugeschichtlich, stadt- und industriegeschichtlich sowie städtebaulich von Bedeutung. Das viergeschossige Fabrikgebäude zeichnet sich durch eine geschossübergreifende Lisenengliederung, breite Segmentbogenfenster und ein kräftiges Dachgesims aus. Die Fenster im Treppenturm sind durch Werksteinsäulen mit eigenwilligen, reich verzierten Kapitellen unterteilt. Die Mehrzahl der Fenster ist original. Eine Brandmauer trägt die Aufschrift „William Janssen“ und weist auf den Firmengründer William Ferdinand Janssen (geboren am 18. Mai 1852 in Tönnig, verstorben am 22. August 1922 in Chemnitz) hin. Die Firma Janssen gehörte zu den leistungsfähigsten und angesehensten Trikotagenfabriken Deutschlands. Sie wurde 1883 in Berlin zwecks Herstellung und Verkauf von Wirkwaren aller Art gegründet, verlegte ihren Sitz aber schon 1884 nach Chemnitz. Nachdem das Unternehmen zunächst in gemieteten Gewerberäumen untergebracht war, bezog es 1889 einen bestehenden, nicht erhaltenen Fabrikbau an der Schloßstraße. 1894 folgte die Errichtung des heute noch erhaltenen zweiten Bauabschnitts, ein dritter Anbau von 1901 hat sich ebenfalls nicht erhalten. 1922 wurde das Unternehmen in eine Aktiengesellschaft umgewandelt („William Janssen AG“) und stand 1932 kurz vor der Insolvenz. Die Firma produzierte u. a. Untertrikotagen, Kinderbekleidung, Spezialstoffe, Sportbekleidung und Armeetrikotagen. Auch nach 1945 blieb die Textilindustrie am Standort ansässig, obwohl vermutlich massive Gebäudeverluste aufgrund des Luftangriffs auf Chemnitz zu verzeichnen waren. Erst 1990 folgte die Stilllegung. Seit 1999 besteht in dem Fabrikgebäude eine Gewerbe- und Wohnnutzung. Die Trikotagenfabrik William Janssen war ein bedeutendes Unternehmen innerhalb der Chemnitzer Textilindustrie, von dem sich lediglich ein Teilabschnitt des ursprünglich wesentlich größeren Fabrikkomplexes erhalten hat. Das Fabrikgebäude weist damit eine stadt- und vor allem auch industriegeschichtliche Bedeutung auf. Zudem kommt ihm aufgrund seiner architektonischen Qualität und der besonderen Lage am Chemnitz-Fluss auch eine städtebauliche Bedeutung zu. | 09244842 |
|                                         | Fabrikbau in halboffener Bebauung (ehemals Möbelfabrik Rother & Kunze) | Schloßstraße 20a (Karte) | 1908 | Fabrikgebäude mit anspruchsvoller, ausgewogener Fassadengliederung in Jugendstilformen, baugeschichtlich von Bedeutung | 09244838 |
|                                         | Städtisches Verwaltungsgebäude in halboffener Bebauung in Ecklage, mit hofumschließendem Rückgebäude und Einfriedung (ehemals Städtisches Eichamt) | Schloßstraße 27 (Karte) | Bezeichnet mit 1911 | Anspruchsvoll gestalteter Kommunalbau (Städtisches Eichamt), typisch für Reformarchitektur um 1910, weitgehend original, baugeschichtlich von Bedeutung | 09244839 |
|                                         | Mietshaus in halboffener Bebauung (bauliche Einheit mit Georgstraße 27 und 29) | Schloßstraße 33 (Karte) | 1911 | Schlichter, jedoch qualitätvoller Etagenwohnbau, einheitlich gestaltet mit dem benachbarten Eckhaus Georgstraße 27 sowie mit Georgstraße 29, weitgehend original, baugeschichtlich von Bedeutung | 09244840 |
| Weitere Bilder                          | Ehemaliges Sparkassengebäude in Ecklage, heute Museum Gunzenhauser | Stollberger Straße 2, 2a (Zwickauer Straße 1) (Karte) | 1930 | Hauptvertreter einer gemäßigten Moderne in Chemnitz um 1930, Architekt: Stadtbaurat Fred Otto, durch seine markante Situation für das Stadtbild von eminenter Bedeutung, baugeschichtlich von Bedeutung | 09202119 |
| Weitere Bilder                          | Postgebäude (Hauptpostamt) | Straße der Nationen 2, 4 (Karte) | 1964–1967 | Hauptwerk der Architektur der 1960er Jahre in Chemnitz mit rhythmisch gestalteter Curtain-wall-Fassade, anspruchsvolle Innengestaltung im Erdgeschoss, im Stil der Moderne, baugeschichtlich und städtebaulich von Bedeutung | 09202201 |
| Weitere Bilder                          | Roter Turm der ehemaligen Stadtbefestigung | Straße der Nationen 5 (Karte) | Untere Teile 12. Jahrhundert, Obergeschoss 15. Jahrhundert | Letzter Rest der ehemaligen Stadtbefestigung, eines der wenigen Zeugnisse des mittelalterlichen Chemnitz und eines der Wahrzeichen der Stadt, baugeschichtlich und ortsgeschichtlich von Bedeutung. Der Rote Turm ist der einzige erhaltene Rest der Stadtbefestigung. Der untere Teil des Turmes könnte aus dem 12. Jahrhundert stammen, während das Obergeschoss Mitte des 16. Jahrhunderts aufgesetzt wurde. Zunächst handelte es sich bei diesem Bauwerk um einen Wohnturm, der erst später in die Stadtbefestigung einbezogen wurde. Der Name des Turmes leitet sich ab von der Farbe des Backsteinobergeschosses. Bis etwa 1900 wurden der Turm und dessen Anbau als Gefängnis genutzt. Diese Funktion bewahrte den Turm vor dem Abriss, als im beginnenden 19. Jahrhundert die Stadtbefestigung niedergelegt wurde. Beim Bombenangriff auf Chemnitz brannte der Turm aus. Zwischen 1957 und 1959 erfolgte sein Wiederaufbau. Der Turm wurde in eine im nunmehrigen Karl-Marx-Stadt beliebte Gaststätte integriert. Der Rote Turm ist wohl das bedeutendste Wahrzeichen der Stadt. Zusammen mit Bauten, wie dem Siegertschen Haus, der Jacobikirche und dem Alten Rathaus sowie der Schloßkirche erinnert er an das alte Chemnitz. Er markiert gemeinsam mit der Jacobikirche und dem Alten Rathaus den historischen Stadtkern von Chemnitz. Gerade durch die verheerenden Bombenangriffe auf Chemnitz, aber auch zuvor im Zusammenhang mit der Industrialisierung ging das mittelalterliche Stadtbild von Chemnitz verloren. Aus diesem Zusammenhang heraus ergibt sich die große Bedeutung des Roten Turmes für die Stadtgeschichte. Der Denkmalwert leitet sich weiterhin von der außerordentlich großen ortsbildprägenden Wirkung des Bauwerkes ab. | 09202200 |
|                                         | Verwaltungsgebäude, mit Anbau an der Käthe-Kollwitz-Straße (Industrie- und Handelskammer) | Straße der Nationen 25 (Karte) | 1958–1960 | Bemerkenswerter Bau aus der Anfangsphase des Ausbaus der Straße der Nationen zur Magistrale im Zuge des Wiederaufbaus der Innenstadt in den 1950/1960er Jahren, vereinigt in charakteristischer Weise traditionalistische und moderne Gestaltungsmerkmale, baugeschichtlich von Bedeutung | 09244746 |
| Weitere Bilder                          | Drei Wohnblöcke (Straße der Nationen 28–34 gerade, 38–44 gerade und 48–54 gerade) in offener Bebauung, verbunden durch Ladengebäude (Straße der Nationen 26, 36 und 46), weiterhin die rückwärtige Grünanlage (Gartendenkmal), kleine Kaufhalle (Waisenstraße 11) und Hochgarage (Waisenstraße 9) sowie drei straßenseitig angeordnete Brunnen | Straße der Nationen 26 bis 54 (gerade); Waisenstraße 9, 11 (Karte) | 1959–1962 (Wohnblock); um 1965 (Wohnanlagenteil); 1964–1965 (Brunnen)                                                                                              | Achtgeschossige Scheiben in Großplattenbauweise in Kammstellung zur Straße der Nationen, Fassadengliederung durch Loggiafelder an Giebel- und Längsseiten, zwischen den Wohnbauten straßenseitig drei zweigeschossige Verbindungsbauten mit Ladennutzung, im Hofbereich gestaltete Grünflächen, daneben kleine Kaufhalle mit wellenförmigem Dach und dreigeschossige Hochgarage, Anlage ein herausragendes Beispiel des industrialisierten Bauens im Stil der Moderne der 1950er/1960er Jahre, baugeschichtlich von Bedeutung | 09244877 |
| Weitere Bilder                          | Ehemalige Chemnitzer Actien-Spinnerei (Hauptgebäude), später Stadtbibliothek, heute Zentralbibliothek der Universität Chemnitz, und Stützmauer | Straße der Nationen 33 (Karte) | 1857–1860 | Für die Industriegeschichte der Stadt Chemnitz besonders wichtiger und einer der frühesten Fabrikbauten, bedeutsam für die Entwicklung des umliegenden Arbeiterwohnquartiers, mit vielen Resten originaler Bausubstanz, Stützmauer als Rest der ehemaligen Einfriedung des Fabrikgartens, baugeschichtlich, industriegeschichtlich und ortsgeschichtlich von Bedeutung | 09244875 |
|                                         | Mietshaus (zwei Hausnummern) in Ecklage | Straße der Nationen 35a (Heinrich-Zille-Straße 2) (Karte) | 1873 | Gründerzeitliches Etagenwohnhaus mit gut erhaltener Fassadengliederung in Putz, prominente städtebauliche Situation (ehemals in Verbindung mit gegenüberliegendem Mietshaus Nr. 1), baugeschichtlich und städtebaulich von Bedeutung | 09244697 |
| Weitere Bilder                          | Wohnhaus mit Vorgarten (ein Grundstück mit der benachbarten Aktienspinnerei) | Straße der Nationen 33 (Karte) | Letztes Drittel 19. Jahrhundert | Repräsentativ gestalteter, gründerzeitlicher Wohnbau mit wertvollen gestalterischen Details, in außergewöhnlich gutem Erhaltungszustand, baugeschichtlich von Bedeutung | 09244874 |
|                                         | Mietshaus in offener Bebauung | Straße der Nationen 41 (Karte) | 3. Drittel 19. Jahrhundert | Zusammengehörig mit Straße der Nationen 41b und Elisenstraße 2, einfacher frühgründerzeitlicher Wohnbau, typisch für Bebauung in diesem Bereich der Straße der Nationen, baugeschichtlich von Bedeutung | 09244690 |
|                                         | Mietshaus in offener Bebauung und Vorgarten | Straße der Nationen 43 (Karte) | 4. Viertel 19. Jahrhundert | Symmetrisch gegliederter, villenartiger, frühgründerzeitlicher Baukörper mit qualitätvoller, zurückhaltender Fassadengestaltung, baugeschichtlich von Bedeutung | 09244684 |
| Weitere Bilder                          | Hotel mit seitlichem Vorbau und rückwärtigem Anbau zum Hof (ehemals Hotel Moskau / Hotel an der Oper) | Straße der Nationen 56 (Karte) | 1958–1962 | Qualitätvoller Hochhausbau mit rhythmisch gegliederter Rasterfassade, aufwendige Steinverkleidung in Porphyr und Schiefer, von besonderer städtebaulicher Bedeutung als östlicher Abschluss des Theaterplatzes, einer der ersten Bauten im Stil der internationalen Moderne an der Straße der Nationen, Vorbau in Stahlbetonskelettbauweise mit platzbildender Funktion, baugeschichtlich von Bedeutung | 09244280 |
|                                         | Verwaltungsgebäude und Hintergebäude (ehemalige Fabrik) in halboffener Bebauung (ehemals Firma Theodor Neubert - Möbel- und Dekorationsstoffe) | Straße der Nationen 58 (Karte) | 1892 (Fabrikgebäude); um 1900 (Mietshaus) | Repräsentativer, für den Straßenzug bestimmender, anspruchsvoll gestalteter Bau im Reformstil der Zeit um 1900, ursprünglich Verwaltungsgebäude der im Hinterhof stehenden Textilfabrik, beide von baugeschichtlicher, stadtgeschichtlicher und industriegeschichtlicher Bedeutung | 09244844 |
| Weitere Bilder                          | Hauptgebäude der Technischen Universität, mit Vorgarten und mehreren Flügelbauten zum Hof | Straße der Nationen 62 (Karte) | 1875–1877 | Repräsentativ gestaltetes Hauptgebäude der Universität, im Stil der Historismus aus der Gründerzeit, erbaut als Technische Staatslehranstalten, bildet mit benachbarten Bauten aus verschiedenen Bauphasen einen Hochschulkomplex, die das Wachstum der Technischen Universität Chemnitz dokumentieren, siehe auch Bahnhofstraße 2 und Straße der Nationen 64, baugeschichtlich und ortsgeschichtlich von Bedeutung | 09244790 |
|                                         | Erweiterungsbau der Technischen Universität Chemnitz, in Ecklage (ehemals Institut für Physik der Hochschule für Maschinenbau) | Straße der Nationen 64 (Karte) | 1951–1954 (Entwurf) und 1958 (Gebrauchsabnahme) | Architektonisch anspruchsvoller, die Ecksituation beherrschender Bau, in gemäßigten Formen der internationalen Moderne der 1950er Jahre, mit zeittypischer Wendeltreppe im Inneren, Teil des Hochschulkomplexes, siehe auch Straße der Nationen 62 und Bahnhofstraße 2, baugeschichtlich und ortsgeschichtlich von Bedeutung | 09244791 |
| Weitere Bilder                          | Mietshaus in geschlossener Bebauung konzipiert | Straße der Nationen 70 (Karte) | Bezeichnet mit 1911 | Baugeschichtlich und städtebaulich von Bedeutung, im Reformstil der Zeit um 1910, mit zwei Schweifgiebeln, ortsbildprägende Lage am Schillerplatz, baugeschichtlich von Bedeutung | 09302816 |
| Weitere Bilder                          | Ehemaliges Hauptpostamt mit bahnhofseitigem Altbau und straßenseitigem Neubau, mit Vorgarten | Straße der Nationen 78 (Karte) | 1890er Jahre (Altbau); 1930er Jahre (Neubau) | Bedeutende, weitestgehend original erhaltene Anlage, Funktionseinheit zweier Gebäude unterschiedlicher Epochen, bahnhofseitig ein neogotischer Klinkerbau der Gründerzeit, straßenseitig ein Putzbau mit Anklängen an den neoklassizistischen Stil des frühen 20. Jahrhunderts, baugeschichtlich von Bedeutung | 09244873 |
|                                         | Mietshaus in offener Bebauung mit Vorgarten | Straße der Nationen 84 (Karte) | Ende 19. Jahrhundert | Repräsentativ gestaltetes großes, palastartiges Mietshaus mit überdurchschnittlich qualitätvoller Fassadengestaltung und prächtigen Fenstereinfassungen, baugeschichtlich von Bedeutung | 09244683 |
|                                         | Doppelmietshaus in offener Bebauung mit Vorgarten | Straße der Nationen 88, 90 (Karte) | Ende 19. Jahrhundert | Repräsentativ gestaltetes bürgerliches Mietshaus, anspruchsvolle palastartige Fassadenarchitektur unter Verwendung neobarocker Stilelemente, Fassade gut erhalten, baugeschichtlich von Bedeutung | 09244686 |
|                                         | Mietshaus in geschlossener Bebauung mit Vorgarten | Straße der Nationen 110 (Karte) | Letztes Drittel 19. Jahrhundert | Für die Bebauung in diesem Teil der Straße der Nationen typischer Wohnbau mit schlichter, aber qualitätvoller, klassizistisch-gründerzeitlicher Fassadengestaltung, baugeschichtlich von Bedeutung | 09244691 |
| Weitere Bilder                          | Mietshaus in ehemals geschlossener Bebauung | Südbahnstraße 4 (Karte) | 1912 | Schlichter Wohnhausbau mit markantem Erker, der von Bedeutung für die Fassadenabfolge in der Südbahnstraße ist, baugeschichtlich von Bedeutung | 09202187 |
|                                         | Mietshaus in geschlossener Bebauung | Südbahnstraße 6 (Karte) | 1912 | Gestalterisch qualitätvolle Fassade im Reformstil der Zeit um 1910, symmetrisch organisiert mit schönem Rundgiebel, baugeschichtlich von Bedeutung | 09202186 |
|                                         | Mietshaus in ehemals geschlossener Bebauung | Südbahnstraße 8 (Karte) | 1913 | Symmetrisch angelegte Fassade mit schlichter Bauornamentik, im Reformstil der Zeit um 1910, baugeschichtlich von Bedeutung | 09202184 |
| Weitere Bilder                          | Mietshaus in ehemals geschlossener Bebauung in Ecklage | Südbahnstraße 14 (Karte) | Bezeichnet mit 1913 | Bemerkenswerter Mietsbau in prägnanter Ecklage mit straßenbildprägenden Erkern und Balkonen, im Reformstil der Zeit um 1910, baugeschichtlich von Bedeutung | 09202185 |
| Weitere Bilder                          | Platzanlage (ehemaliger Königsplatz) | Theaterplatz (Karte) | Ab 1902 | Monumental wirkender Platz, der seine Gestalt hauptsächlich zwischen 1909 und 1928 erhielt nach einem 1902 vom Chemnitzer Stadtarchitekten Richard Möbius vorgelegten Plan, 1995 durch Granitplatten und Pflasterflächen neu gestaltete Platzanlage, städtebaulich von Bedeutung | 09244727 |
|                                         | Museum, mit Vorgarten zur Käthe-Kollwitz-Straße (König Albert Museum / Kunstsammlungen Chemnitz) | Theaterplatz 1 (Karte) | 1906–1907 | Bedeutender späthistoristischer Bau, der vorsichtig Jugendstilformen aufgreift, Architekt: Stadtbaurat Richard Möbius, südlicher Abschluss des Theaterplatzes, weitestgehend original erhalten, baugeschichtlich von Bedeutung | 09244797 |
| Weitere Bilder                          | Opernhaus (ehemals Neues Stadttheater), mit Verbindungsgang zum benachbarten Museum | Theaterplatz 2 (Karte) | 1906–1909 | Repräsentative Theaterarchitektur im Stil des Späthistorismus, Architekt war Stadtbaurat Richard Möbius, von baugeschichtlicher und künstlerischer Bedeutung, das Innere nach Kriegszerstörung verändert, als Teil der Platzgestaltung des Theaterplatzes im Zusammenhang mit dem Museum und der St. Petri-Kirche von städtebaulichem Wert | 09244796 |
| Weitere Bilder                          | St. Petrikirche mit Ausstattung und Kirchplatz | Theaterplatz 3 (Karte) | 1885–1888 | Neogotischer Kirchenbau, Entwurf vom Leipziger Architekten Hans Enger, baugeschichtlich und künstlerisch von Bedeutung, von städtebaulichem Interesse als Teil der Randbebauung des Theaterplatzes | 09244795 |
| Weitere Bilder                          | Hotel Chemnitzer Hof | Theaterplatz 4 (Karte) | 1928–1930 | Sehr einfacher, gut proportionierter Hotelbau des Architekten Heinrich Straumer aus Berlin, im Stil einer gemäßigten Moderne, städtebaulich wichtig als Bestandteil der Bebauung des Theaterplatzes, städtebaulich und baugeschichtlich von Bedeutung | 09244794 |
| Weitere Bilder                          | Stadthalle, Hotelhochhaus und Verwaltungsgebäude mit Karl-Marx-Monument (Sachgesamtheit) | Theaterstraße 3 (Brückenstraße 10, 12, 14, 19) (Karte) | 1968–1979 | Sachgesamtheit Stadthalle, Hotelhochhaus und Verwaltungsgebäude mit Karl-Marx-Monument mit folgenden Einzeldenkmalen: Stadthallenensemble (Theaterstraße 3) mit Werken der bildenden Kunst im Inneren, Hotelhochhaus (Brückenstraße 19, ehemals Interhotel Kongreß, heute Hotel Dorint) und Stadthallenpark mit Springbrunnen und Bildwerken (siehe 09202215) sowie Verwaltungsgebäude, Karl-Marx-Monument mit einer die gesamte Höhe des dahinterliegenden Gebäudes einnehmenden Schrifttafel und rahmende platzartig gestaltete gärtnerische Anlage (siehe 09202117), dazu die dem Hotel vorgelagerte Platzfläche an der Theaterstraße als Sachgesamtheitsteil; markantes, das Stadtbild im Zentrum von Chemnitz maßgeblich prägendes einheitliches Bauensemble im Stil der Moderne mit begrünten Freiflächen, zählt zu den bedeutendsten Kulturdenkmalen der DDR-Architektur, stadtentwicklungsgeschichtlich, baugeschichtlich, städtebaulich, kunstgeschichtlich und künstlerisch sowie gartenkünstlerisch von Bedeutung | 09306753 |
| Weitere Bilder                          | Stadthallenensemble (Theaterstraße 3) mit Werken der bildenden Kunst im Inneren, Hotelhochhaus (Brückenstraße 19, ehemals Interhotel Kongreß, heute Hotel Dorint) und Stadthallenpark mit Springbrunnen und Bildwerken (Einzeldenkmale der Sachgesamtheit 09306753)                                                                            | Theaterstraße 3 (Karte) | 1969–1974 (Stadthalle und Hotel); 1971–1973 (Relief); 1973 (Relief); 1974 (Statue)                                                                                 | Einzeldenkmale der Sachgesamtheit Stadthalle, Hotelhochhaus und Verwaltungsgebäude mit Karl-Marx-Monument; markantes, das Stadtbild im Zentrum von Chemnitz maßgeblich prägendes einheitliches Bauensemble im Stil der Moderne mit begrünten Freiflächen, zählt zu den bedeutendsten Kulturdenkmalen der DDR-Architektur, stadtentwicklungsgeschichtlich, baugeschichtlich, städtebaulich, kunstgeschichtlich und künstlerisch sowie der sogenannte Stadthallenpark gartenkünstlerisch von Bedeutung | 09202215 |
| Weitere Bilder                          | Wohnhauszeile (Nr. 11–19, bauliche Einheit mit Innere Klosterstraße 19–21) und einzelnes Wohnhaus (Theaterstraße 21) in halboffener Bebauung | Theaterstraße 11 bis 21 (ungerade) (Karte) | 1950er Jahre | Typische Wohnhausbauten der DDR der 1950er Jahre, geschickt in den Straßenverlauf eingepasst und Bezug nehmend auf die gründerzeitliche Bebauung, vgl. Innere Klosterstraße 19–21, baugeschichtlich von Bedeutung | 09244958 |
|                                         | Mietshaus in geschlossener Bebauung | Theaterstraße 23 (Karte) | 1889 | Qualitätvoller gründerzeitlicher Etagenwohnbau in wichtiger städtebaulicher Position am Rand der ehemaligen Altstadt, straßenbildprägender Erker, Ziegelmusterfassade, weitgehend original, baugeschichtlich von Bedeutung | 09244952 |
|                                         | Mietshaus in geschlossener Bebauung | Theaterstraße 25 (Karte) | 1873 | Einfacher gründerzeitlicher Etagenwohnbau in wichtiger städtebaulicher Position am Rand der ehemaligen Altstadt, weitgehend original, baugeschichtlich von Bedeutung | 09244953 |
| Weitere Bilder                          | Mietshaus in geschlossener Bebauung | Theaterstraße 27 (Karte) | 1874 | Repräsentativ formulierte gründerzeitliche Fassade, sehr plastisch gegliedert, von Bedeutung für den Straßenzug, baugeschichtlich von Bedeutung | 09244957 |
|                                         | Mietshaus in geschlossener Bebauung | Theaterstraße 29 (Karte) | 1886 | Ein für den Straßenzug eher schlichtes Mietshaus der Gründerzeit, in rotem Klinker mit Sandsteinelementen, baugeschichtlich von Bedeutung | 09244956 |
|                                         | Mietshaus in geschlossener Bebauung | Theaterstraße 31 (Karte) | 1902 | Symmetrisch angelegte gründerzeitliche Fassade mit schönem, geschossübergreifendem Erker, baugeschichtlich von Bedeutung | 09244955 |
|                                         | Mietshaus in geschlossener Bebauung | Theaterstraße 33 (Karte) | 1895 | Typische gründerzeitliche Fassadengestaltung mit straßenbildprägendem Erker, baugeschichtlich von Bedeutung | 09244954 |
| Weitere Bilder                          | Mietshaus in geschlossener Bebauung | Theaterstraße 35 (Karte) | 1912 | Ausgewogen und streng gegliederter Bau in markanter Ecklage, im Reformstil der Zeit um 1910, baugeschichtlich von Bedeutung | 09244964 |
|                                         | Mietshaus in geschlossener Bebauung | Theaterstraße 48 (Karte) | Bezeichnet mit 1912 | Sehr plastisch ausformulierte, repräsentative Fassadengestaltung mit straßenbildprägendem Runderker, baugeschichtlich von Bedeutung | 09244961 |
|                                         | Mietshaus in geschlossener Bebauung | Theaterstraße 52 (Karte) | Um 1910 | Qualitätvoll dekorierter Mietshausbau in Jugendstilformen, baugeschichtlich und städtebaulich von Bedeutung | 09244960 |
|                                         | Mietshaus in geschlossener Bebauung | Theaterstraße 56 (Karte) | Um 1905 | Interessante Fassadengestaltung mit Anklängen an neobarocke Formen, ausschwingende Erker prägen den Straßenraum, baugeschichtlich und städtebaulich von Bedeutung | 09244962 |
|                                         | Mietshaus in Ecklage | Theaterstraße 58 (Karte) | Ende 19. Jahrhundert | Gestalterisch anspruchsvoller gründerzeitlicher Etagenwohnbau in beherrschender städtebaulicher Lage, weitestgehend original, baugeschichtlich von Bedeutung | 09244965 |
|                                         | Mietshaus in offener Bebauung | Theaterstraße 76 (Karte) | Um 1900 | Schlichter gründerzeitlicher Mietshausbau, straßenbildprägend, baugeschichtlich von Bedeutung | 09244963 |
| Weitere Bilder                          | St. Johanniskirche mit Ausstattung | Theresenstraße 2 (Karte) | 1566 (Kirche); 16. Jahrhundert (Altar und Taufstein) | Einzeldenkmal der Sachgesamtheit Park der Opfer des Faschismus; mehrfach umgestaltetes Kirchengebäude, im Kern späteste Gotik, in seiner heutigen Gestalt vom Zustand der Umbauten 1912/13 und 1975 geprägt, baugeschichtlich und ortsgeschichtlich von Bedeutung | 09202173 |
| Weitere Bilder                          | Mietshaus in geschlossener Bebauung | Theresenstraße 5 (Karte) | 1902 | Abwechslungsreich gestaltete Gründerzeitfassade, die mit ihrer Bauflucht den gewundenen Straßenverlauf aufnimmt | 09202155 |
| Weitere Bilder                          | Wohnhaus in geschlossener Bebauung | Theresenstraße 11 (Karte) | Um 1927 | Strenger Klinkerbau, im Stil der hanseatischen Moderne, einheitlich ausgeführt mit der benachbarten Wasserwerkswache (Nr. 13), baugeschichtlich von Bedeutung | 09202109 |
| Weitere Bilder                          | Verwaltungsgebäude in halboffener Bebauung (ehemals Wasserwerkswache) | Theresenstraße 13 (Karte) | Bezeichnet mit 1927 | Strenger Klinkerbau von bemerkenswerter Qualität, im Stil der hanseatischen Moderne, Architekt war Stadtbaurat Fred Otto, einheitlich ausgeführt mit Nachbarhaus Nr. 11, bedeutsam durch städtebauliche Verbindung mit der benachbarten Industrieschule (Park der Opfer des Faschismus Nr. 1), baugeschichtlich von Bedeutung | 09202108 |
|                                         | Mietshaus in Ecklage | Uferstraße 2 (Karte) | 1903 | Gründerzeitliche Fassade, sehr zurückhaltend und schlicht gestaltet, städtebaulich von Bedeutung, Bau in markanter Ecklage | 09244924 |
| Weitere Bilder                          | Mietshaus in geschlossener Bebauung | Untere Aktienstraße 1 (Karte) | 1884 | Gründerzeitlicher Bau, interessant auf Grund der sehr plastischen und üppigen Dekoration der Fassade u. a. in Form von wuchtigen Dreiecksverdachungen über den Fenstern, einem Girlanden- und einem Rosettenfries, baugeschichtlich von Bedeutung | 09244707 |
|                                         | Mietshaus in Ecklage | Untere Aktienstraße 2 (Karte) | 1884 | Schlichter gründerzeitlicher Etagenwohnbau in markanter städtebaulicher Situation, baugeschichtlich von Bedeutung | 09244702 |
|                                         | Mietshaus in geschlossener Bebauung | Untere Aktienstraße 4 (Karte) | 1870 | Symmetrisch angelegte, gründerzeitliche Fassade, deren risalitartige vorspringende Partien durch eine besondere Fenstergestaltung hervorgehoben sind, baugeschichtlich und städtebaulich von Bedeutung | 09244704 |
|                                         | Mietshaus in Ecklage | Untere Aktienstraße 12 (Karte) | Um 1865 | Schlichter gründerzeitlicher Mietsbau mit qualitätvoller expressionistischer Neugestaltung der Fassade, baugeschichtlich und städtebaulich von Bedeutung | 09244703 |
| Direkt Bild zu diesem Denkmal hochladen | Drei Wohnblöcke (Straße der Nationen 28–34 gerade, 38–44 gerade und 48–54 gerade) in offener Bebauung, verbunden durch Ladengebäude (Straße der Nationen 26, 36 und 46), weiterhin die rückwärtige Grünanlage (Gartendenkmal), kleine Kaufhalle (Waisenstraße 11) und Hochgarage (Waisenstraße 9) sowie drei straßenseitig angeordnete Brunnen | Waisenstraße 9, 11; Straße der Nationen 26 bis 54 (gerade) (Karte) | 1959–1962 (Wohnblock); um 1965 (Wohnanlagenteil); 1964–1965 (Brunnen)                                                                                              | Achtgeschossige Scheiben in Großplattenbauweise in Kammstellung zur Straße der Nationen, Fassadengliederung durch Loggiafelder an Giebel- und Längsseiten, zwischen den Wohnbauten straßenseitig drei zweigeschossige Verbindungsbauten mit Ladennutzung, im Hofbereich gestaltete Grünflächen, daneben kleine Kaufhalle mit wellenförmigem Dach und dreigeschossige Hochgarage, Anlage ein herausragendes Beispiel des industrialisierten Bauens im Stil der Moderne der 1950er/1960er Jahre, baugeschichtlich von Bedeutung | 09244877 |
|                                         | Mietshaus in geschlossener Bebauung | Waisenstraße 13 (Karte) | Um 1910 | Mit Läden, prächtiger, in Jugendstilformen gestalteter Bau, letzter Zeuge der ursprünglichen in der Waisenstraße vorhandenen Bebauung der Innenstadt, baugeschichtlich von Bedeutung | 09244998 |
| Weitere Bilder                          | Kindergarten (Einzeldenkmal der Sachgesamtheit 09302590) | Wiesenstraße 1 (Karte) | 1952 laut Bauakte | Einzeldenkmal der Sachgesamtheit Wiederaufbaugebiet Reitbahnstraße; schlichter, eigenwillig gruppierter Bau des Architekten Kurt Wittlinger, im Innern originale Ausstattung gut erhalten, typisch für den Wiederaufbau der unmittelbaren Nachkriegszeit, prägend für das gesamte Blockinnere des Wohnviertels, Teil des Wohngebiets Reitbahnstraße aus den 1950er Jahren, baugeschichtlich und sozialgeschichtlich von Bedeutung. Die L-förmige Anlage befindet sich auf einem abschüssigen Grundstück. Daraus resultiert die zum Teil zweigeschossige Errichtung des Baus. Der im Stil der „Nationalen Tradition“ gehaltene Bau weist eine gleichmäßige Fassadengestaltung auf. Der eingeschossige Gebäudeflügel ist mit einem Walmdach bekrönt. Der halbrunde Abschluss mit vorgelagerten Porphyrstützen des zur Wiesenstraße weisenden Gebäudeflügels erinnert an einen Kirchenchor. Ein farbiges Wandbild in Form einer Sonnenuhr schmückt die zum Garten weisende Fassade. Ausstattungsdetails im Inneren, wie Türen oder Treppengeländer, sind gut erhalten. Der Kindergarten ist denkmalfähig auf Grund seines stadtentwicklungsgeschichtlichen, baugeschichtlichen, und personengeschichtlichen Wertes. Er war Teil der einheitlichen Gesamtplanung des Wohngebiets Reitbahnstrasse als erstes geschlossenes innerstädtisches Wiederaufbaugebiet in Chemnitz nach dem Zweiten Weltkrieg. Architektonisch ist der Bau ein Zeugnis der frühen 50er Jahre. Für Chemnitz typisch ist dabei der gemäßigte Umgang mit der zu dieser Zeit verbindlichen Formensprache der „Nationalen Tradition“. Zudem ist die Anlage ein Zeugnis des Architekten Kurt Hermann Wittlinger (1892–1980). Er war ehemaliger Professor für Architektur und Hochbau an der Staatlichen Akademie für Technik Chemnitz, dem Vorläufer der TU Chemnitz. Zu seinen weiteren Arbeiten zählt der Entwurf von 1954 für den Erweiterungsbau der Technischen Universität Chemnitz auf der Straße der Nationen. Dieser beherbergte das Institut für Physik. Ebenfalls aus dem Jahr 1954 stammen seine Pläne für den Campus an der Reichenhainer Straße. | 09202181 |
| Weitere Bilder                          | Wohnhauszeilen eines Wohngebietes, entstanden im Rahmen einer einheitlichen Gesamtplanung (Einzeldenkmale der Sachgesamtheit 09302590) | Wiesenstraße 2, 3, 4, 5, 6, 7, 8, 9 (Karte) | 1951–1957 | Einzeldenkmale der Sachgesamtheit Wiederaufbaugebiet Reitbahnstraße; herausragende baugeschichtliche und städtebauliche Bedeutung als erstes geschlossenes Wiederaufbaugebiet in Chemnitz nach den Zerstörungen des Zweiten Weltkrieges, hofumschließende Bebauung mit den Hauptachsen Reitbahnstraße und Annenstraße, teilweise noch im knappen traditionalistischen Idiom der unmittelbaren Nachkriegszeit, teilweise bereits in den historisierenden Formen der „nationalen Traditionen“ ausgeführt, bemerkenswerte Konstruktion der Geschossdecken in Wölbtechnik unter Verwendung von Trümmerziegeln und eines Aschebindemittels, großzügige Freiflächengestaltung, siehe auch unter Annaberger Straße 3–9, Annenstraße 1–11, 17–21 und 2, 6–14, 18, 22–32, 36–38, Bernsbachplatz 5–6, Brauhausstraße 9–25, Clara-Zetkin-Straße 8–14, Fritz-Reuter-Straße 25–31, Moritzstraße 1–15 und 35–39, Reitbahnstraße 19–41 und 24–52, 80–84, Zschopauer Straße 22–28, 36–46 | 09202182 |
|                                         | Mietshaus in geschlossener Bebauung | Zieschestraße 1 (Karte) | 1903 | Gut gestaltetes gründerzeitliches Etagenwohnhaus, weitestgehend original erhalten, baugeschichtlich und städtebaulich von Bedeutung | 09244928 |
| Weitere Bilder                          | Mietshaus in geschlossener Bebauung | Zieschestraße 3 (Karte) | 1903 | Gut gestalteter gründerzeitlicher Etagenwohnbau, weitestgehend original, baugeschichtlich und städtebaulich von Bedeutung | 09244926 |
|                                         | Mietshaus in geschlossener Bebauung | Zieschestraße 5 (Karte) | 1914 | Schön gestalteter Etagenwohnbau im Reformstil der Zeit um 1910, gelungene Hervorhebung der städtebaulichen Situation durch gekrümmte Fassade an einer Straßenbiegung, baugeschichtlich von Bedeutung | 09244927 |
|                                         | Mietshaus in geschlossener Bebauung | Zieschestraße 7 (Karte) | 1889 | Zurückhaltend gegliederte, gründerzeitliche Klinkerfassade, bildet eine Einheit mit Nr. 9, erhaltenswert als Bestandteil einer nur noch kleinen Gruppe gründerzeitlicher Bauten in diesem Viertel, baugeschichtlich von Bedeutung | 09244930 |
|                                         | Mietshaus in halboffener Bebauung | Zieschestraße 9 (Karte) | 1889 | Zurückhaltend gegliederte Gründerzeitfassade, bildet eine Einheit mit Nr. 7, erhaltenswert als Bestandteil einer nur noch kleinen Gruppe gründerzeitlicher Bauten in der Zieschestraße, baugeschichtlich von Bedeutung | 09244925 |
|                                         | Mietshaus in geschlossener Bebauung konzipiert | Zieschestraße 15 (Karte) | 1886 | Gründerzeitliche Fassade, symmetrisch angelegt, erhaltenswert als Bestandteil einer nur noch kleinen Gruppe gründerzeitlicher Bauten in diesem Teil der Zieschestraße, baugeschichtlich von Bedeutung | 09244929 |
|                                         | Mietshaus in Ecklage | Zieschestraße 25 (Karte) | 1888 | Gründerzeitliche Klinkerfassade, die architektonisch die städtebaulich wichtige Ecksituation aufgreift, baugeschichtlich von Bedeutung | 09202158 |
|                                         | Mietshaus in Ecklage in geschlossener Bebauung | Zieschestraße 25a (Karte) | 1889 | Gründerzeitliches Wohnhaus in Klinkermischbauweise von baugeschichtlicher und städtebaulicher Bedeutung | 09301243 |
|                                         | Mietshaus in geschlossener Bebauung | Zieschestraße 27 (Karte) | 1887 | Mit originaler Ausstattung erhaltener Gründerzeitbau gegenüber Schauspielhaus Chemnitz, baugeschichtlich und städtebaulich von Bedeutung | 09202171 |
| Weitere Bilder                          | Schauspielhaus mit umgebendem Freiraum und zwei Bronzeplastiken | Zieschestraße 28 (Karte) | 1977–1980 (Schauspielhaus); 1977 (Sitzstatue); 1978 (Figurengruppe)                                                                                                | Aus mehreren Gebäudeteilen bestehender Theaterbau aus der Zeit der DDR zum Ende der 1970er Jahre mit zwei in die Freiraumkonzeption eingeschlossenen Bildwerken, baugeschichtlich, ortsgeschichtlich und künstlerisch von Bedeutung | 09306801 |
|                                         | Mietshaus in geschlossener Bebauung | Zieschestraße 29 (Karte) | 1886 | Sehr plastisch dekorierte Gründerzeitfassade, wertvoll auf Grund des originalen Erhaltungszustandes, baugeschichtlich und städtebaulich von Bedeutung | 09202159 |
|                                         | Altenheim mit Anbau (Zieschestraße 30) und Erweiterungsbau in rückwärtiger Lage (Rembrandtstraße 15) mit Vorgarten (Städtisches Altersheim, ehemals Hospital St. Georg) | Zieschestraße 30 (Rembrandtstraße 15) (Karte) | 1909/1910 (Hauptgebäude); 1928/1929 (Erweiterungsbau) | Schlichtes Hauptgebäude mit sparsamer Putzgliederung, weitestgehend original erhaltener Bau um 1910, Erweiterungsbauten um 1930 von knapper Eleganz (Architekt war Stadtbaurat Fred Otto), ebenfalls weitestgehend original, baugeschichtlich von Bedeutung | 09202135 |
|                                         | Mietshaus in geschlossener Bebauung | Zieschestraße 31 (Karte) | 1886 | Original erhaltener gründerzeitlicher Klinkerbau von baugeschichtlicher und städtebaulicher Bedeutung | 09301244 |
|                                         | Mietshaus in geschlossener Bebauung | Zieschestraße 37 (Karte) | 1891 | Original erhaltener gründerzeitlicher Klinkerbau von baugeschichtlicher und städtebaulicher Bedeutung | 09301248 |
|                                         | Mietshaus in geschlossener Bebauung | Zieschestraße 39 (Karte) | 1890 | Typische gründerzeitliche Mietshausfassade, weitestgehend original erhalten, baugeschichtlich von Bedeutung | 09202160 |
|                                         | Mietshaus in Ecklage | Zieschestraße 41 (Karte) | 1889 | Original erhaltener gründerzeitlicher Klinkerbau von baugeschichtlicher und städtebaulicher Bedeutung | 09301249 |
| Weitere Bilder                          | Mietshaus in geschlossener Bebauung und Ecklage | Zöllnerplatz 25 (Karte) | 1893 | Gründerzeitliches Mietshaus mit anspruchsvollen Porphyrgewänden in Neorenaissanceformen, wichtiger städtebaulicher Bestandteil der nordöstlichen Bebauung des Zöllnerplatzes, baugeschichtlich von Bedeutung. In den Bauakten wird der Architekt Eulitz als Planer des 1893 errichteten Mietshauses an der Ecke zur Müllerstraße genannt. Bauherrin ist Frau Friedericke Sophie Winkler. Der breit gelagerte viergeschossige Putzbau weist eine symmetrische Fassadengestaltung auf, deren Hauptansicht an der Müllerstraße durch zehn Achsen und der am Zöllnerplatz durch vier Achsen gegliedert ist. Der überhöhte Eckrisalit mit je einer Achse besitzt im Erdgeschoss einen Laden. Das ehemals mit einer Putznutung versehene Erdgeschoss ist heute geglättet, die seitliche Toreinfahrt an der Müllerstraße, die zum Hauptzugang an der Rückseite des Gebäudes führt, verändert. Die Fassade des Gebäudes kennzeichnet in allen Geschossen Fenstergewände in Formen der Neorenaissance aus regionaltypischem Hilbersdorfer Porphyrtuff. Das erste und zweite Obergeschoss wird durch paarweise angeordnete Dreiecksbedachungen im Wechsel mit geraden Bedachungen betont, im dritten Obergeschoss werden die Gewände durch flache Schlusssteine akzentuiert. Die horizontale Gliederung unterstreichen kräftige Gurtgesimse, die die ersten beiden Obergeschosse optisch zusammenfassen. Über dem Traufgesims erhebt sich ein flaches Satteldach, das an der östlichen Gebäudegrenze zu Müllerstraße eine zweiachsige Überhöhung über der Traufe aufnimmt. Im Innern des Gebäudes hat sich das bauzeitliche Treppenhaus mit Terrazzostufen und schmiedeeisernem Geländer erhalten, im Eingangsbereich Reste originaler Fußbodenfließen. Als städtebaulich wichtiges Gebäude an der nordöstlichen Bebauung des Zöllnerplatzes und als typisches Beispiel seiner Entstehungszeit besitzt das Mietshaus zugleich baugeschichtliche Bedeutung. | 09306869 |
| Weitere Bilder                          | Mietshaus in geschlossener Bebauung und Hinterhaus im Hof | Zöllnerplatz 26 (Karte) | 1891 | Typische gründerzeitliche Ziegelfassade, deren Fenster von sandsteinernen Gewänden und Verdachungen gerahmt werden, weitestgehend im Originalzustand, platzbegrenzende Lage, baugeschichtlich von Bedeutung | 09244708 |
| Weitere Bilder                          | Mietshaus in Ecklage und geschlossener Bebauung | Zöllnerstraße 6 (Karte) | 1872 | Zeitweise Wohnhaus jüdischer Bürger vor der Deportation, mit Betsaal, jüdischer Schule, Krankenpflegestation, Sitz der „Jüdischen Kultursvereinigung. Israelitische Religionsgemeinde zu Chemnitz (E. V.)“ sowie mit jüdischer Gaststätte und „Jüdischer Mittelstandsküche“, sehr einfacher und überformter gründerzeitlicher Wohnbau, historisch überaus bedeutsam aufgrund der Nutzungsgeschichte des Hauses. Viergeschossig, Ladeneinbau an der Ecke, Originalputz verloren, Fenster mit Steingewänden. Fenster des obersten Stockwerkes sehr niedrig, kräftiges Dachgesims, um die Ecke geführtes Satteldach. Das bereits vor 1933 dem jüdischen Lebensmittelhändler Max Pinkus gehörende Grundstück wurde in den Jahren 1939 bis 1945 der letzte Ort in Chemnitz, an dem jüdische Menschen bis zur letzten Deportation in die Vernichtungslager 1945 lebten. Im Grundstück und Haus befanden sich eine jüdische Gaststätte, dann die „Jüdische Mittelstandsküche“, von 1939 bis zum 23. Juni 1942 die „Private jüdische Volksschule“, der Betsaal, eine Krankenpflegestation und Büroräume der „Jüdischen Kultusvereinigung. Israelitische Religionsgemeinde zu Chemnitz (e. V.)“. Durch diese Nutzung kommt dem Grundstück eine außerordentlich große geschichtliche Bedeutung als Zeugnis jüdischen Lebens in Chemnitz in den Jahren 1933 bis zur Zerschlagung des Faschismus 1945 zu. | 09244621 |
| Weitere Bilder                          | Zwei Mietshauszeilen in geschlossener Bebauung | Zöllnerstraße 16, 18 bis 29, 31 (Karte) | 1879 (Nr. 19); Ende 19. Jahrhundert (Nr. 16 bis Nr. 31) | Einfache Arbeiterwohnbauten im geschlossenen Gründerzeitquartier, weitestgehend typisierte Mietshausfassaden, prägende Bestandteile der ursprünglich erhaltenen Zöllnerstraße, baugeschichtlich und städtebaulich von Bedeutung | 09243991 |
| Weitere Bilder                          | Mietshaus in geschlossener Bebauung in Ecklage | Zöllnerstraße 30 (Karte) | 1887 | Gründerzeitlicher Bau in markanter Ecklage, der die städtebaulich wichtige Lage am Zöllnerplatz architektonisch aufnimmt und gestaltet, baugeschichtlich von Bedeutung | 09244613 |
| Weitere Bilder                          | Mietshaus in geschlossener Bebauung in Ecklage | Zöllnerstraße 33 (Karte) | 1886 | Schlichter gründerzeitlicher Wohnbau in markanter städtebaulicher Situation am Zusammentreffen von Zöllnerstraße und Brühl, baugeschichtlich von Bedeutung | 09244620 |
| Weitere Bilder                          | Wohnhauszeile eines Wohngebietes, entstanden im Rahmen einer einheitlichen Gesamtplanung (Einzeldenkmale der Sachgesamtheit 09302590) | Zschopauer Straße 22, 24, 26, 28, 36, 38, 40, 42, 44, 46 (Karte) | 1951–1957 | Einzeldenkmale der Sachgesamtheit Wiederaufbaugebiet Reitbahnstraße; herausragende historische und städtebauliche Bedeutung als erstes geschlossenes Wiederaufbaugebiet in Chemnitz nach den Zerstörungen des Zweiten Weltkrieges, hofumschließende Bebauung mit den Hauptachsen Reitbahnstraße und Annenstraße, teilweise noch im knappen traditionalistischen Idiom der unmittelbaren Nachkriegszeit, teilweise bereits in den historisierenden Formen der „nationalen Traditionen“ ausgeführt, bemerkenswerte Konstruktion der Geschossdecken in Wölbtechnik unter Verwendung von Trümmerziegeln und eines Aschebindemittles, großzügige Freiflächengestaltung, siehe auch unter Annaberger Straße 3–9, Annenstraße 1–11, 17–21 und 2, 6–14, 18, 22–32, 36–38, Bernsbachplatz 5–6, Brauhausstraße 9–25, Clara-Zetkin-Straße 8–14, Fritz-Reuter-Straße 25–31, Moritzstraße 1–15 und 35–39, Reitbahnstraße 19–41 und 24–52, 80–84, Wiesenstraße 2–8 und 3–9 | 09202176 |
| Weitere Bilder                          | Mietshaus in halboffener Bebauung in Ecklage | Zschopauer Straße 54 (Karte) | Bezeichnet mit 1870–1871 | Reich gestalteter, gründerzeitlicher Mietshausbau mit qualitätvollen Baudetails, städtebaulich wichtige Ecklage an der Zschopauer/Clara-Zetkin-Straße, baugeschichtlich von Bedeutung | 09202174 |
|                                         | Erweiterungsbau des ehemaligen Stadtkrankenhauses mit gärtnerisch angelegtem Vorplatz (Landesuntersuchungsanstalt) | Zschopauer Straße 87 (Karte) | Um 1905 | Breit gelagerter, asymmetrisch komponierter Bau, Verwendung neobarocker Formelemente, wertvoll insbesondere die Steinarbeiten über dem Hauptportal, baugeschichtlich und ortsgeschichtlich von Bedeutung | 09244334 |
| Weitere Bilder                          | Ehemaliges Sparkassengebäude in Ecklage, heute Museum Gunzenhauser | Zwickauer Straße 1 (Stollberger Straße 2, 2a) (Karte) | 1930 | Hauptvertreter einer gemäßigten Moderne in Chemnitz um 1930, Architekt: Stadtbaurat Fred Otto, durch seine markante Situation für das Stadtbild von eminenter Bedeutung, baugeschichtlich von Bedeutung | 09202119 |
| Weitere Bilder                          | Ehemaliges Varieté, später Kino (Kino Metropol) | Zwickauer Straße 11 (Karte) | 1912–1913 | Architektonisch bemerkenswerter, gut erhaltener Bau, Anklänge an Reformstil und Neoklassizismus, Teil der ehemaligen Innenstadtbebauung in Chemnitz, baugeschichtlich, ortsgeschichtlich und städtebaulich von Bedeutung | 09202124 |

## Ehemalige Denkmäler
| Bild                                    | Bezeichnung                                                                   | Lage                          | Datierung           | Beschreibung | ID       |
| --------------------------------------- | ----------------------------------------------------------------------------- | ----------------------------- | ------------------- | --- | -------- |
| Direkt Bild zu diesem Denkmal hochladen | Mietshaus                                                                     | Rembrandtstraße 53 (Karte)    | Bezeichnet mit 1904 | Mietshaus in ehemals geschlossener Bebauung; qualitätvolle, reich gestaltete Gründerzeitfassade. Abgerissen 2011.                               | 09202139 |
| Direkt Bild zu diesem Denkmal hochladen | Mietshaus in geschlossener Bebauung konzipiert, mit Vorgarten und Einfriedung | Rochlitzer Straße 21 (Karte)  | Um 1860             | Schlichter Wohnhausbau, typisch für die Bauzeit und einer der wenigen Zeugen der Zeit um 1850, baugeschichtlich von Bedeutung. Abgerissen 2013. | 09244778 |
| Direkt Bild zu diesem Denkmal hochladen | Mietshaus                                                                     | Theaterstraße 54 (Karte)      | Um 1905             | Erhalten (Hausnummer gestrichen, siehe Theaterstraße 56), Streichung aus der Denkmalliste 2010                                                  |          |
| Direkt Bild zu diesem Denkmal hochladen | Mietshaus und Hofgebäude                                                      | Theunertstraße 6 (Karte)      | 1898                | Abgerissen zwischen 2006 und 2009 (Hofgebäude zwischen 2001 und 2006), Streichung aus der Denkmalliste vor 2010                                 |          |
|                                         | Mietshaus                                                                     | Untere Aktienstraße 8 (Karte) | 1870                | Erhalten, Streichung aus der Denkmalliste 2010                                                                                                  |          |
| Direkt Bild zu diesem Denkmal hochladen | Mietshaus                                                                     | Zöllnerstraße 14 (Karte)      | 1886                | Abgerissen zwischen 2001 und 2006, Streichung aus der Denkmalliste vor 2010                                                                     |          |
| Direkt Bild zu diesem Denkmal hochladen | Mietshaus                                                                     | Zschopauer Straße 32 (Karte)  | Um 1860             | Abgerissen zwischen 2001 und 2006, Streichung aus der Denkmalliste vor 2010                                                                     |          |
| Direkt Bild zu diesem Denkmal hochladen | Mietshaus                                                                     | Zschopauer Straße 34 (Karte)  | Um 1860             | Abgerissen zwischen 2001 und 2006, Streichung aus der Denkmalliste vor 2010                                                                     |          |

## Tabellenlegende
- Bild: Bild des Kulturdenkmals, ggf. zusätzlich mit einem Link zu weiteren Fotos des Kulturdenkmals im Medienarchiv Wikimedia Commons. Wenn man auf das Kamerasymbol klickt, können Fotos zu Kulturdenkmalen aus dieser Liste hochgeladen werden:
- Bezeichnung: Denkmalgeschützte Objekte und ggf. Bauwerksname des Kulturdenkmals
- Lage: Straßenname und Hausnummer oder Flurstücknummer des Kulturdenkmals. Die Grundsortierung der Liste erfolgt nach dieser Adresse. Der Link (Karte) führt zu verschiedenen Kartendiensten mit der Position des Kulturdenkmals. Fehlt dieser Link, wurden die Koordinaten noch nicht eingetragen. Sind diese bekannt, können sie über ein Tool mit einer Kartenansicht einfach nachgetragen werden. In dieser Kartenansicht sind Kulturdenkmale ohne Koordinaten mit einem roten bzw. orangen Marker dargestellt und können durch Verschieben auf die richtige Position in der Karte mit Koordinaten versehen werden. Kulturdenkmale ohne Bild sind an einem blauen bzw. roten Marker erkennbar.
- Datierung: Baubeginn, Fertigstellung, Datum der Erstnennung oder grobe zeitliche Einordnung entsprechend des Eintrags in der sächsischen Denkmaldatenbank
- Beschreibung: Kurzcharakteristik des Kulturdenkmals entsprechend des Eintrags in der sächsischen Denkmaldatenbank, ggf. ergänzt durch die dort nur selten veröffentlichten Erfassungstexte oder zusätzliche Informationen
- ID: Vom Landesamt für Denkmalpflege Sachsen vergebene, das Kulturdenkmal eindeutig identifizierende Objekt-Nummer. Der Link führt zum PDF-Denkmaldokument des Landesamtes für Denkmalpflege Sachsen. Bei ehemaligen Kulturdenkmalen können die Objektnummern unbekannt sein und deshalb fehlen bzw. die Links von aus der Datenbank entfernten Objektnummern ins Leere führen. Ein ggf. vorhandenes Icon  führt zu den Angaben des Kulturdenkmals bei Wikidata.

## Ausführliche Denkmaltexte
1. ↑  Figurengruppen im Park der Opfer des Faschismus: 
  - Emil Mund. Junge auf Eseltier. Um 1940. Muschelkalk. Lebensgroß. Nachdem bereits in den 1920er Jahren der ehemalige Johannisfriedhof in eine Parkanlage umgewandelt worden war, erweiterte man diese im Jahr 1937 bis zur Zschopauer Straße. Wo sich bisher ein Bauhofsgebäude und die alte Friedhofsmauer befanden, schuf man nun eine neue Eingangssituation mit Freitreppe, an der die Skulptur „Junge mit Eseltier“ des Bildhauers Emil Mund aufgestellt wurde. Auf schlichtem quaderförmigem Sockel aufgestellt, blicken das liegende Tier und der auf seinem Rücken sitzende Junge dem von der Zschopauer Straße nahenden Parkbesucher entgegen. Mit ihrer volkstümlichen Motivik und realistischen Darstellungsweise dokumentiert die Skulptur den Zeitgeschmack der 1930er/1940er Jahre. Kulturdenkmal aus künstlerischen Gründen.
  - Peter Fritzsche. Die Lauschenden. 1980. Vermutlich Sandstein. Leicht unterlebensgroß. Im Jahr 1980 wurde die vom Bildhauer Peter Fritzsche geschaffene, dreifigurige Gruppe der „Lauschenden“ anlässlich der Einweihung des Schauspielhauses in dessen näherer Umgebung im Park der Opfer des Faschismus aufgestellt. Ihren Blick auf ein gemeinsames Ziel gerichtet, verfolgen die dicht aneinandergedrängten Figuren stehend beziehungsweise auf dem Boden kauernd das vom Betrachter zu imaginierende Geschehen. Stilistisch stehen Fritzsches „Lauschende“ in ihrer formalen Abstraktion und Expressivität in der Tradition der archaischen Menschenbilder Ernst Barlachs. Kulturdenkmal aus künstlerischen Gründen.
  - Fritz Böhme. Idee. 1980. Vermutlich Sandstein. Lebensgroß. 1980 wurde die Skulptur anlässlich der Eröffnung des Schauspielhauses in der Parkanlage aufgestellt. Die drei versetzt hintereinander und in die gleiche Richtung strebenden lebensgroßen Figuren wurden 1980 von dem Bildhauer Fritz Böhme geschaffen. Aus dem in der unteren Hälfte grob behauenem Stein erwachsen leicht nach vorn geneigte menschliche Oberkörper, von denen nur die vordere Figur vollständig bis zum Kopf und ausgeführt wurde. Dessen Gesicht drückt mit offenem Mund Erstaunen aus. Das abstrakte Bildwerk besitzt künstlerische Bedeutung.
  - Siegfried Krepp. Ringende. 1980. Bronze. Die Bronzeplastik „Ringende“ wurde 1980 von Siegfried Krepp geschaffen und zur Eröffnung des Schauspielhauses in der Nähe des Parks der Opfer des Faschismus aufgestellt. Auf einem kreisförmigen Sockel halten sich zwei miteinander ringende männliche Aktfiguren eng umklammert. Kraftvoll reißt die auf der Seite liegende untere Figur ihren Gegner in die Höhe. Während sich die Köpfe der Kämpfenden über den Sockel hinaus tief zur Erde neigen, werden die Beinpaare schräg nach oben gerissen. Typisches Beispiel der wirklichkeitsnahen Freiraumgestaltung, die in der DDR bis in die Spätzeit typisch war. Kulturdenkmal aus künstlerischen Gründen.
  - Gerhard Lichtenfeld. Tänzerin. 1965. Bronze. Lebensgroß. Die 1965 von dem Bildhauer Gerhard Lichtenfeld fertiggestellt Bronze „Tänzerin“ wurde zur Eröffnung des Schauspielhauses 1980 in dessen näherer Umgebung im Park der Opfer des Faschismus aufgestellt. Die lebensgroße Figur zeigt einen weiblichen Akt im Kontrapost. Das linke Bein fest auf dem Boden, winkelt die Tänzerin das rechte Bein ab. Der dadurch erzielte Hüftschwung und der zur Seite geneigte Kopf verleihen der Figur trotz ihrer Bewegtheit eine tiefe Ruhe. Typisches Beispiel der wirklichkeitsnahen Freiraumgestaltung, die in der DDR bis in die Spätzeit typisch war. Kulturdenkmal aus künstlerischen Gründen.
2. ↑  Wiederaufbaugebiet Reitbahnstraße (Sachgesamtheit):

Die Bebauung des Geländes an der Reitbahnstraße zwischen 1951 und 1953 steht in Chemnitz für den Beginn des Wiederaufbaus nach dem Zweiten Weltkrieg. Das erste geschlossene innerstädtische Wohngebiet schufen der Stadtarchitekt Werner Oehme sowie der für die architektonische Ausführung verantwortliche Roland Hühnerfürst. Charakteristisch für das Viertel sind ein rechtwinkliges Straßennetz, dessen weitgehende Blockrandbebauung sowie die großzügige gärtnerische Freiflächengestaltung mit einem zum Teil sehr dichten Baumbestand. Der neu bebaute Bereich wird im Norden durch die Moritzstraße, im Westen durch Annaberger Straße und Fritz-Reuter-Straße, im Osten durch die Zschopauer Straße und im Süden durch den Bernsbachplatz begrenzt. Am Kreuzungspunkt der Hauptachsen Reitbahnstrasse und Annenstrasse weitet sich die Annenstraße zu einer rechteckigen Platzanlage. Den Westrand des Platzes beherrscht die 1952–53 von Rudolf Weißer ausgeführte Annenschule. Zur Infrastruktur des Wohngebiets Reitbahnstrasse gehören weiterhin ein Kindergarten, der 1952 nach Entwurf Kurt Wittlingers gebaut wurde sowie die sich an der Annenstrasse Ecke Brauhausstraße befindliche Tankstelle.

Bei der Gestaltung der Fassaden des Wohngebiets orientierten sich die Planer an einer für Chemnitz typisch gemäßigten Form der zu dieser Zeit verbindlichen „Nationalen Tradition“. In der Regel besitzen die Gebäude vier, in einigen Fällen fünf Wohngeschosse. Das Kellergeschoss ist zumeist leicht angehoben und tritt nach außen als niedriger Sockel in Erscheinung. Das Band der Kellerfenster wiederholt sich in den kleinen Luken des Trockenbodens, die sich zu einem bekrönenden Fries verbinden. Die Zeilen besitzen flach geneigte Dächer mit knappem Überstand. Innerhalb des Wiederaufbaugebietes lassen sich die 1951–52 ausgeführten Gebäude deutlich von denen des Jahres 1953 unterscheiden. Sie sind mit ihren glatten Putzflächen sowie den mit Porphyr verkleideten Sockeln und vereinzelt hervorstehenden Treppenhäusern deutlich schlichter gehalten als die nachfolgenden Bauabschnitte. Zudem wurde in den frühesten Blöcken das „Chemnitzer Gewölbe“ angewandt, eine Bauweise, die wegen des Zement-Ersatzstoffes Braunkohlenasche gewölbte Decken für die Statik benötigte. Die seit 1947 in der Stadt erprobte Gewölbebauweise ermöglichte es, bedingt durch die Materialknappheit, ohne Holz und Eisen auszukommen. Aus der ersten Bebauungsphase stammen die Bauten zwischen Zschopauer und Brauhausstraße sowie Moritzstraße und der Nordseite der Annenstrasse. Die Schlichtheit der älteren Wohnzeilen weicht in der zweiten Bebauungsphase einem aufwendigeren Dekor. Altane und Erker, historisierende Werksteindetails, geometrisches Putzornament sowie gusseiserne Fensterbrüstungen bereichern die Fassaden. Einen neuen Fassadenschmuck erhielten auch einige der in die Bebauung integrierten Altbauten. Erst 1956–57 errichtet wurden die Gebäude Reitbahnstraße 80–84 und Bernsbachplatz 5–6.

Als früheste großflächige Wohnbebauung nach 1945 ist das Viertel ein einzigartiges Zeugnis der Wiederaufbauzeit in Chemnitz. In der Bezugnahme auf die historische Stadtbebauung sowie der Integration erhaltener Altbauten kommt das Bemühen zum Ausdruck, für die Erinnerung an das zerstörte Chemnitz Anknüpfungspunkte zu schaffen. Die Denkmaleigenschaft des Wohngebiets begründet sich somit auf seiner ortshistorischen, städteplanerischen wie auch architektonischen Bedeutung. Verantwortlich für eine derart qualitätvolle städtebauliche Bebauung unter Beachtung historischer Siedlungsstrukturen sowie der für Chemnitz typisch dezente dennoch stilvolle Umgang mit der zu dieser Zeit verbindlichen Formensprache der „Nationalen Tradition“ waren, wie bereits erwähnt, Werner Oehme und Roland Hühnerfürst. Werner Oehme, seit 1950 Leiter der Entwurfsabteilung im Stadtplanungsamt, vertrat im Gegensatz zu seinem Vorgänger Georg Funk eine Auffassung, bei welcher das überkommene Raumgefüge der Kernstadt und des sie umgebenden Ringes im Wesentlichen rekonstruiert werden sollte. Der anhaltende Wohnungsmangel zu Beginn der 1950er Jahre trug jedoch auch zu der Erkenntnis bei, dass diesem nicht mit den handwerklich orientierten Methoden der „Nationalen Tradition“ abgeholfen werden konnte. Oehmes Planungen standen somit unter zunehmender Kritik. 1958 verließ er die DDR. Neben der baulichen Ausführung des Wiederaufbaugebiets Reitbahnstrasse war Roland Hühnerfürst ebenso für die Entwürfe der Freilichtbühne auf der Küchwaldwiese, dem Sporthochhaus an der Theaterstrasse sowie des 1968–71 erbauten Forschungszentrum des volkseigenen Elektronikkombinats Robotron an der Rathausstrasse, dem heutigen umgestalteten Chemnitz Plaza, verantwortlich.
3. ↑  Mosaik „Windrose“ (Rosenhof):

Das Fußbodenmosaik „Windrose“ wurde 1965 von dem Chemnitzer Künstler Gerhard Klampäckel geschaffen und bildete umgeben von breiten Rosenrabatten den zentralen gestalterischen Ausgangspunkt des 1965 in „Rosenhof“ umbenannten neuen Wohngebietes. Nach der fast vollständigen Zerstörung im Zweiten Weltkrieg lag das Areal um den historischen Roß- bzw. Holzmarkt einige Jahre in Trümmern, bis man sich 1961 für einen Wiederaufbau als gesellschaftliches Zentrum mit Wohnungen und Handelseinrichtungen entschloss. Das historische Raumgefüge von Roß- und Holzmarkt wurde zugunsten einer gradlinigen Fußgängerzone aufgegeben. Die neu entstandenen achtstöckigen Mietshäuserreihen wurden ab 1963 mit zweistöckigen Versorgungseinrichtungen ergänzt, so entstanden rechts und links des breiten Fußgängerboulevards moderne Läden und Gaststätten, die unter Arkaden angeordnet wurden. Auf historischen Aufnahmen der 1960er Jahre kommt das damals noch zentral positionierte Fußbodenbild, umgeben von monochromen quadratischen Betonplatten, insgesamt gut zur Wirkung. Als der Rosenhof 2002 modernisiert wurde, baute man vor Beginn der Arbeiten das Mosaik aus und ließ es durch die Künstler Rainer Maria Schubert und Klaus Neubauer restaurieren. Vor dem Türmercafe, am Übergang zum Neumarkt, bekam die Windrose nach Abschluss der Arbeiten einen neuen Standort. Der Künstler Gerhard Klampäckel studierte ab 1949 an der Hochschule für Bildende Künste Dresden im ersten Jahrgang nach dem Zweiten Weltkrieg unter Lea Grundig und Max Schwimmer. Klampäckels Werk ist sehr umfangreich und vielseitig. Die Windrose am Rosenhof zählt wohl zu den bekanntesten Werken seiner Kunst im öffentlichen Kontext. Schwarze Platten unterschiedlichen Formates wurden zu einer großen Windrose zusammengesetzt, die mittig das Chemnitzer Wappen trägt. Gerahmt wird sie von einer quadratisch angelegten Reihe roter Kunststeinplatten. Innerhalb dieses Rahmens sind Ortshinweise auf lokale Ziele, wie „zum Schlossteich“ und „Standesamt“, aber auch auf ferne Ziele, wie „Moskau“ oder „Prag“ und sogar „Köln“ und „Paris“ mit verschiedenfarbigen Kunststeinen eingelassen. Die Windrose wird von unterschiedlichen figürlichen Tierkreiszeichen begleitet. Sie sind mosaikartig aus farbigen Steinen zusammengesetzt und bilden einen farbenfrohen Akzent. Die Verwendung zweier unterschiedlicher Material- und Werktechniken unterstreicht die Experimentierfreude des Künstlers, die sich auch in seinem bildkünstlerischen Werk zeigt. Zusammenfassend ist festzustellen, dass die Windrose in ihrem Entstehungskontext im Zuge des Wiederaufbaus der Stadt und Gründung des Rosenhofes als eines der ersten innerstädtischen Bebauungen in Großplattenbauweise nicht nur einen künstlerischen Wert besitzt, sondern auch einen sozial- und ortsgeschichtlichen Stellenwert aufweist, wobei dem Fußbodenmosaik von Klampäckel das gestalterische Moment dieses Projektes zukam. Sie ist vermutlich die wichtigste und präsenteste Hinterlassenschaft des Künstlers im öffentlichen Raum und daher auch von personengeschichtlicher Bedeutung für die Stadt Chemnitz.
4. ↑  Hauptgebäude der Technischen Universität: 

Das Hauptgebäude der heutigen Technischen Universität Chemnitz mit einem Haupttrakt sowie zwei zum Hof weisenden Seitenflügeln wurde nach dem Entwurf Alwin Gottschaldts erbaut und 1877 eröffnet. Für das repräsentative Bauwerk wählte der Architekt dem Zeitgeist entsprechend Formen der Neorenaissance. Drei Risalite gliedern den hell verputzten Bau. Der deutlich hervortretende Mittelrisalit ist besonders aufwendig mit bauplastischem Schmuck versehen. In Nischen der Seitenwände im zweiten Obergeschoss stehen allegorische Figuren. Im obersten Geschoss sind in kleinen Kartuschen die Porträtplastiken berühmter Naturwissenschaftler und Erfinder sowie des Architekten Schinkel eingefügt. Die Baluster des Mittelrisalits über dem kräftigen Dachgesims werden von einem mit zwei Löwen flankierten sächsischen Wappen mit vergoldeter Krone überragt.

Das Kellergeschoss des viergeschossigen Baukörpers ist angehoben und tritt nach außen als massiver, mit Porphyrquadern verkleideter Sockel in Erscheinung. Optisch werden die Geschosse des Baukörpers durch umlaufende Gesimse voneinander getrennt. Die Sockelzone wie auch das mit horizontalen Putzfugen strukturierte Erdgeschoss werden von Gurtgesimsen begrenzt. Für das zweite und dritte Obergeschoss verwendete der Architekt Fenstergesimse. Das erste Obergeschoss wurde ebenfalls mit einem weniger präsenten Fenstergesims umzogen unter dem sich entsprechend der Fensteröffnungen kleine, im Bereich der Risalite mit Konsolen begrenzte, Fassadenspiegel aus Naturstein befinden. Diese Fassadenspiegel finden sich auch im Erdgeschoss. Die Putzflächen im Bereich des obersten Geschosses wurden mit Sgraffiti versehen. Das flach geneigte Walmdach des Gebäudes tritt kaum in Erscheinung. Die repräsentative dreischiffige Eingangshalle besitzt ein von Säulen getragenes Kreuzgratgewölbe. Die innere Raumgliederung des Lehrgebäudes stimmt nicht mit dem strengen Fassadenschema überein. So erstreckt sich die Aula über insgesamt zwei Stockwerke.

Der Komplex wurde mehrfach erweitert. Die Gebäude an der Bahnhof- und Georgstrasse entstanden im frühen 20. Jahrhundert. Der Trakt an der Georgstrasse mit dem dazugehörigen Verbindungsgebäude zum Altbau wurde bis 1958 als Institut für Physik und Maschinenlabor fertig gestellt.

Das Hauptgebäude der heutigen Technischen Universität Chemnitz ist denkmalfähig auf Grund seines baugeschichtlichen, stadtgeschichtlichen sowie personengeschichtlichen Wertes. Zusammen mit den benachbarten Bauten des Hochschulkomplexes dokumentiert es die Entwicklungsgeschichte der Technischen Universität Chemnitz. Die repräsentative Bauausführung im Stil der Neorenaissance hebt zudem die wachsende Bedeutung der damaligen Königlichen Höheren Gewerbeschule für die Stadt Chemnitz als auch die stadtgeschichtliche Entwicklung als florierenden Wirtschaftsstandort hervor. Des Weiteren ist das Gebäude ein Werk des Architekten Alwin Gottschaldt (1834–1924). Über ein halbes Jahrhundert – von 1858 bis 1909 – war Gottschaldt Lehrer, später auch Professor, für Bauwissenschaften an der Baugewerkenschule bzw. den späteren Technischen Staatslehranstalten. Er wirkte auch, zum Teil beratend, an vielen Chemnitzer Bauten, vor allem Kirchen, mit. In den Jahren 1876/77 erfolgte unter Alwin Gottschaldt ein erster grundlegender neugotischer Umbau der St. Johannis Kirche. Dieser Architekturrichtung entgegenstehend nahm man 1902 erste Rückbaumaßnahmen gotisierender Formen des Historismus im Inneren der Chemnitzer Jacobikirche vor. Die Pläne dafür stammten von Alwin Gottschaldt und dem Stadtbaurat Richard Möbius. Als Mitglied oder Initiator diverser Vereine und Organisationen machte sich Prof. Gottschaldt auch um das kulturelle Leben seiner Heimatstadt verdient.
5. ↑  Erweiterungsbau der Technischen Universität Chemnitz: 

Der viergeschossige Erweiterungsbau der heutigen Technischen Universität Chemnitz wurde nach dem Entwurf Kurt Hermann Wittlingers bis 1958 als Institut für Physik und Maschinenlabor errichtet. Der die Ecksituation entlang der Straße der Nationen und Georgstrasse beherrschende Baukörper wurde in gemäßigten Formen der „Nationalen Tradition“ ausgeführt. Um den Erweiterungsbau mit dem 1877 errichteten Hauptgebäude der Technischen Universität Chemnitz optisch zu einem zusammenhängenden Gebäudekomplex miteinander zu verbinden, entspricht die Flucht der Stirnseite des Erweiterungsbaus der Flucht der Eckrisalite des Hauptgebäudes. Dieser Bezug zum Hauptgebäude findet sich auch in den korrespondierenden Fensteröffnungen zu denen des Eckrisalits des Hauptbaus. Das mit Sandstein verkleidete, von einem Sockelgesims begrenzte Erdgeschoss nimmt das abschüssige Gelände zur Straße der Nationen hin auf. Die ebenfalls in Sandstein gefasste Fensterzone der Stirnseite mit dicht gereihten, längsrechteckig überstreckten Fenstern unterstreicht die vertikale Betonung der Fassade. In entsprechender Weise wurde auch ein Teil der Fenster des zweiten und dritten Obergeschosses der Längsseite des Gebäudes zusammengefasst. Dieser Bereich wird von paarweise gestellten rechteckigen Fenstern im ersten Obergeschoss sowie den letzten beiden Fensterachsen der Fassade gerahmt. Ein steinernes Relief in Höhe des ersten Obergeschosses betont den Eingang an der Georgstrasse. Ein kräftiges Dachgesims sowie ein flaches Walmdach schließen den Bau ab. Den Anschluss zu den Anfang des 20. Jahrhunderts errichteten Hochschulgebäuden entlang der Georgstrasse vermittelt ein dreigeschossiger Verbindungsbau mit Fassadenelementen des Erweiterungsbaus. Das Treppenhaus des Erweiterungsbaus weist eine originalgetreu sanierte runde Wendeltreppe sowie einen großen Leuchter im Stil der 1950er Jahre auf.

Der Denkmalwert des Erweiterungsbaus der heutigen Technischen Universität Chemnitz ergibt sich auf Grund seiner geschichtlichen, baugeschichtlichen sowie personengeschichtlichen Bedeutung. Er dokumentiert zusammen mit den benachbarten Bauten des Hochschulkomplexes die Entwicklungsgeschichte der Technischen Universität Chemnitz. Architektonisch ist der Bau ein Zeugnis der 1950er Jahre. Für Chemnitz typisch ist dabei der gemäßigte Umgang mit der Formensprache der „Nationalen Tradition“. Darüber hinaus ist das Gebäude ein Werk des Architekten Kurt Hermann Wittlinger (1892–1980). Er war ehemaliger Professor für Architektur und Hochbau an der Staatlichen Akademie für Technik Chemnitz, dem Vorläufer der TU Chemnitz. Zu seinen weiteren Arbeiten zählen die Pläne für den Campus an der Reichenhainer Straße, welche ebenfalls aus dem Jahr 1954 stammen, sowie der Entwurf des Kindergartens von 1952 innerhalb des Wohngebiets Reitbahnstrasse.
6. ↑  Stadthallenensemble, Hotelhochhaus und Stadthallenpark: 

Mit der Umbenennung von Chemnitz in Karl-Marx-Stadt 1953 entstand ein neuer Anspruch an den Neuaufbau des Stadtzentrums. Zunächst war geplant, die Innenstadt unter Berücksichtigung der historischen Straßenverläufe wieder aufzubauen. Eine 1958 entwickelte städtebauliche Grundkonzeption sah vor, die Grenze des historischen Stadtzentrums zugunsten einer neuen sozialistischen Stadtplanung aufzugeben. Nach langjährigen Auseinandersetzungen und Entwurfsdebatten kam ein ursprünglich geplanter zentraler Aufmarschplatz mit Denkmal und Demonstrationsstraße nicht zur Ausführung. Stattdessen wurde entschieden, dass das Karl-Marx-Monument (1971), mit dessen Entwurf und Ausführung der Moskauer Bildhauer Lew Kerbel beauftragt worden war, seinen Platz aus der Mitte heraus an der Bebauung der Brückenstraße finden sollte. Anstelle des Aufmarschplatzes konnte mit der Planung einer Mehrzweckhalle und eines Hotels mit begrünter Freifläche begonnen werden. 1966 beauftragte der Rat der Stadt Karl-Marx-Stadt das Kollektiv um Rudolf Weißer mit der Aufgabe, eine Studie zum Vorhaben „Stadthalle und Interhotel“ zu erarbeiten. Die Projektanten entwickelten Entwurfsgrundsätze, um dem Anspruch an die neuen städtebaulichen Anforderungen zu entsprechen. Die breit gelagerte Stadthalle sollte als bestimmendes Element dem Zentralen Platz zugeordnet werden und das Hochhaus als vertikaler Akzent der heutigen Theaterstraße und der Bebauung an der Brückenstraße wirken. Als konstruktives und gestalterisches Ordnungsprinzip wurde der auf einem Dreiecksraster basierende Grundriss der Stadthalle festgelegt. Damit wurde eine funktionale Einheit beider Baukörper trotz unterschiedlicher Funktionen ermöglicht. Bindeglied zwischen Hotel und Stadthalle ist ein sechseckiges Troparium, dessen Wände rundum verglast sind. Die im Mittelpunkt des Stadtzentrums entstandene Baugruppe besitzt keine Schauseite, sondern zielt vielmehr auf eine Rundumwirkung ab. Aus diesem Grund wurden die Eingänge zur Stadthalle und zum Hotel auf entgegengesetzten Seiten angeordnet. Die Stadthalle besitzt einen Großen und Kleinen Saal, beide über sechseckigem Grundriss und in monolithischer Stahlbetonskelettbauweise errichtet. Die Foyers und Gastronomiebereiche umschließen die Säle fließend, ohne spürbare Übergänge.

Dem harmonischen Wechsel der Außengestaltung der Stadthalle durch Rochlitzer Porphyrtuff, ornamentale Betonelemente (Entwurf von Hubert Schiefelbein) und Stahl-Glas-Elemente stehen die vertikalen, filigranen Linien des Hochhauses als klarer Kontrast gegenüber. Das Hotelhochhaus ist mit 93 Metern das höchste Gebäude in Chemnitz. Es besitzt einen schmalen Grundriss in Fischgrätenform und wurde in Beton-Gleitbauweise ausgeführt, ein Bauverfahren, das ursprünglich für den Industriebau entwickelt worden war. Zu Beginn der 1990er Jahre erhielt das Gebäude im Zuge der Sanierung eine helle Aluminium-Verkleidung mit unterliegender Wärmedämmung und einige funktionale Änderungen im Eingangsbereich. Der von den Landschaftsarchitekten Helmut Rothe und Karl Wienke gestaltete Stadthallenpark nimmt engen Bezug auf die Gebäude. Die südöstlich vorgelagerte Terrasse erzeugt einen fließenden Übergang vom geschlossenen Innenraum in den begrünten Außenraum. Die daran anschließenden Rasenflächen werden von einer Vielzahl von Gehölzen, darunter dendrologische Besonderheiten wie Judasbaum, Flügelnuss und Silber-Ahorn, gefasst. Prägend ist die große Artenvielfalt, die dem versierten Pflanzenkenner Wienke zu verdanken ist. Um die relativ kleine räumliche Situation optisch zu vergrößern, wurde die zentrale Rasenfläche leicht vertieft. Erschlossen wird die Anlage jeweils von Nordosten und Südosten. Von der Kreuzung Brückenstraße / Straße der Nationen wird der Besucher von einem bogenförmig verlaufenden breiten Weg zur Stadthalle geführt. Nördlich dieses Weges befindet sich ein intimerer Gartenbereich mit Sitzgelegenheiten inmitten von Ziersträuchern und Staudenpflanzungen. Ein weiterer Weg führt von der Straße der Nationen gerade auf den Haupteingang der Stadthalle zu. Höhepunkt der Freiflächengestaltung ist eine Springbrunnenanlage in drei Ebenen, die sich südlich der Stadthalle befindet. Auffallend ist der Verzicht auf den rechten Winkel. Stattdessen dominieren Wabenformen, landschaftliche Linienführung und lockere Gehölzgruppen. Damit unterscheidet sich der Stadthallenpark von anderen Anlagen dieser Zeit und nimmt eine Sonderposition ein.

Von der bildkünstlerischen Ausstattung in der Stadthalle haben sich das Wandbild „Befreiung der Wissenschaft durch die sozialistische Revolution“ von Horst Zickelbein (1969–1974) und die Bronzeplastik „...und sie bewegt sich doch! – Galilei“ von Fritz Cremer (1972) im Foyer des Großen Saals sowie die neun fast vollplastischen Wandreliefs zum Thema „Musik“ von Christa Sammler (Aluminium auf Beton, 1973) im Foyer des Kleinen Saals erhalten. Auch in der Gartenanlage befinden sich heute noch Werke der bildenden Kunst, die 1974 anlässlich der Eröffnung der Stadthalle ihre Aufstellung fanden. Dazu gehören die Betonskulptur „Würde des Menschen“ von Gerd Jaeger (1974), die Stele aus Porphyrtuff „Wissenschaft als Produktivkraft“ von Wieland Förster (1971/73), die Steinskulptur „Mutter und Kind“ von Ingrid Hunzinger (1974) und der „Neeberger Torso“, eine Bronzeskulptur, die Wieland Förster 1974 schuf.

Das Stadthallenareal ist zusammen mit dem Hotel-Hochhaus ein signifikantes und charakteristisches Beispiel der Stadtbaugeschichte in der DDR. Gemeinsam mit dem Verwaltungsbau an der Brückenstraße (ehemaliges „Haus der Staatsorgane“) und dem vorgelagerten Karl-Marx-Monument bilden sie das neue Stadtzentrum von Karl-Marx-Stadt. In ihnen wird der politische Grundgedanke zur Stadtgestaltung in der DDR nach 1945 widergespiegelt, der darin bestand, im Zentrum der Stadt Bauten zu errichten, die das politische, kulturelle und administrative Leben der sozialistischen Gesellschaft repräsentierten. Aus diesem Grund besitzt das Gebäudeareal neben der stadtbau- und baugeschichtlichen Bedeutung eine große städtebauliche Bedeutung. Der Stadthallenpark ist aufgrund seiner einzigartigen Formensprache außerdem von gartenkünstlerischer Relevanz. Von hohem künstlerischem Wert sind die Bildwerke im Innen- und Außenraum der Stadthalle.
7. ↑  Schauspielhaus: 

Nachdem das Chemnitzer Schauspielhaus an der Theaterstraße im Zweiten Weltkrieg zerstört worden war, bezog das Theaterensemble einen zur Spielstätte umgebauten Teil des Altenheims an der Zieschestraße, in dem auch ein Saal zur Verfügung stand. 1976 brannten das Bühnenhaus und ein Teil des Zuschauersaals ab. Die Stadt Karl-Marx-Stadt beschloss einen schnellen Wiederaufbau der Theaterstätte. Die Architekten Rudolf Weißer und Konrad Reimann erhielten noch im selben Jahr den Auftrag zur Neuprojektierung. Mit dem Wiederaufbau und der Neugestaltung des Schauspielhauses sollte das Theaterensemble ein eigenes Haus mit optimalen Arbeitsbedingungen erhalten. In die Neuplanung wurde die unzerstörte Bausubstanz mit einbezogen, dazu gehören die Wände des Zuschauersaals und teilweise des Foyers sowie ein in den 1950er Jahren errichtetes Nebengebäude mit Garderoben. Neu errichtet wurden der repräsentative Eingang mit einer geschwungenen Porphyrwand, ein großzügiges Foyer mit Garderobe, Kassen- und Gastronomiebereich, ein in seinen Abmessungen vergrößertes Bühnenhaus mit neuen bühnentechnischen Anlagen und einem Anbau mit Funktionsräumen zur Parkseite. Das winklig zum Bühnenhaus stehende Nebengebäude der 1950er Jahre wurde in die Neuplanung mit einbezogen und mit einem neuen Gebäudeflügel in Verbindung gesetzt, in dem sich eine Probebühne, ein Dekorationsmagazin und Garderoben befinden. Der Baukörper des 1980 fertiggestellten Theaters besteht aus Einzelbauten, die entsprechend ihrer Funktion gestaltet wurden. Seiner Höhe nach ist das im Gleitbauverfahren ausgeführte fensterlose Bühnenhaus das bestimmende Bauelement. Das gestalterisch kontrastreiche Betonmaßwerk, das einen Rauchgasabzug verdeckte, wurde wegen Baumängeln beseitigt, seither befindet sich an dieser Stelle ein schlichtes Metallgitter. Die zurückhaltend gestaltete Fassade des Hauptgebäudes ist glatt geputzt und besitzt regelmäßig angeordnete Fensteröffnungen. Bemerkenswert ist der architektonisch hervorgehobene Eingangsbereich, der in starkem Kontrast zu den kubischen Baukörpern steht. Eine aus drei Segmenten bestehende und mit Porphyr verkleidete geschwungene Wand rahmt den Haupteingang, der über ein dreistufig erhöhtes Plateau erreichbar ist. Zwei Bildwerke haben hier 1980 ihre Aufstellung gefunden, die „Sinnende“ von Sabina Grzimek und „Liebesnest“ von Volker Beier. Erwähnenswert sind auch die begrünten Außenflächen zum Park hin, die von den Besuchern während der Pausen aufgesucht werden. Die Gestaltung der Foyers im Inneren hat sich weitgehend erhalten, dazu gehören mit Porphyr verkleidete Pfeiler, graue Terrazzobodenfließen, eine mit weißen Lamellen verkleidete Decke und vier mit Metall verkleidete Säulen, die von dem Metallgestalter Achim Kühn angefertigt wurden. Von ihm stammen auch die künstlerisch gestalteten Türöffner des Haupteingangs. Um den Anforderungen des heutigen Theaterbetriebs zu genügen, wurden 2002 im Hof des Theaters eine Gastronomiefläche und 2003 im hinteren Teil des Hauptfoyers eine abgetrennte Szenische Bühne errichtet. Trotz der baulichen Änderungen dokumentiert der Theaterbau die Architektur der DDR zum Ende der 1970er Jahre auf äußerst anschauliche Weise, was seine baugeschichtliche Bedeutung begründet. Darüber hinaus besitzt er Seltenheitswert, da sich keine vergleichbaren Theaterbauten aus der Zeit der DDR in einer entsprechenden Originalität erhalten haben. Als Wirkungsstätte für politisches Theater besitzt es einen spezifischen Erinnerungswert für die Stadt Chemnitz und somit ortsgeschichtliche Bedeutung. Die zur Eröffnung des Schauspielhauses aufgestellten Bildwerke haben zudem einen künstlerischen Wert. Aus den genannten Gründen besteht ein öffentliches Erhaltungsinteresse.